# IV liga polska w piłce nożnej (2015/2016)
IV liga 2015/2016 – 8. edycja rozgrywek piątego poziomu ligowego piłki nożnej mężczyzn w Polsce po reorganizacji lig w 2008. Startowały w nich 332 drużyny grające w 20 grupach systemem kołowym. Sezon ligowy rozpoczął się 8 sierpnia 2015, a ostatnie mecze zostały rozegrane w czerwcu 2016 roku.

## Zasięg terytorialny grup
| grupa I                  | grupa II                | grupa III          | grupa IV                |
| ------------------------ | ----------------------- | ------------------ | ----------------------- |
|                          |                         |                    |                         |
| woj. dolnośląskie        | woj. kujawsko-pomorskie | woj. lubelskie     | woj. lubuskie           |
|                          |                         |                    |                         |
| grupa V                  | grupa VI                | grupa VII          | grupa VIII              |
|                          |                         |                    |                         |
| woj. łódzkie             | woj. małopolskie        | woj. małopolskie   | woj. mazowieckie        |
|                          |                         |                    |                         |
| grupa IX                 | grupa X                 | grupa XI           | grupa XII               |
|                          |                         |                    |                         |
| woj. mazowieckie         | woj. opolskie           | woj. podkarpackie  | woj. podlaskie          |
|                          |                         |                    |                         |
| grupa XIII               | grupa XIV               | grupa XV           | grupa XVI               |
|                          |                         |                    |                         |
| woj. pomorskie           | woj. śląskie            | woj. śląskie       | woj. świętokrzyskie     |
|                          |                         |                    |                         |
| grupa XVII               | grupa XVIII             | grupa XIX          | grupa XX                |
|                          |                         |                    |                         |
| woj. warmińsko-mazurskie | woj. wielkopolskie      | woj. wielkopolskie | woj. zachodniopomorskie |

## Zasady spadków i awansów
IV liga była w sezonie 2015/2016 szczeblem regionalnym, pośrednim między rozgrywkami grupowymi (III liga) i okręgowymi (klasa okręgowa). Grupy liczyły po 16, 18 lub 20 drużyn.
Mistrzowie grup w poszczególnych województwach uzyskali awans do III ligi, natomiast od czterech do sześciu ostatnich drużyn spadło do odpowiednich grup klasy okręgowej, przy czym liczba ta może zwiększyć się zależnie od liczby drużyn spadających z lig wyższych.

## Grupa I (dolnośląska)
W grupie występowało 16 zespołów, które walczyły o miejsce premiowane awansem do III grupy III ligi. Ostatnie zespoły spadły do klasy okręgowej.

### Drużyny
| Uczestnicy poprzedniej edycji | Uczestnicy poprzedniej edycji | Uczestnicy poprzedniej edycji | Uczestnicy poprzedniej edycji |
| ----------------------------- | ----------------------------- | ----------------------------- | ----------------------------- |
| WIE                           | Sokół Wielka Lipa             | 3                             |                               |
| SZC                           | Orkan Szczedrzykowice         | 4                             |                               |
| BBO                           | BKS Bobrzanie Bolesławiec     | 51                            |                               |
| KOW                           | Olimpia Kowary                | 7                             |                               |
| KOB                           | GKS Kobierzyce                | 8                             |                               |
| OZŚ                           | Orzeł Ząbkowice Śląskie       | 9                             |                               |
| BOG                           | Granica Bogatynia             | 10                            |                               |
| STR                           | AKS Strzegom                  | 11                            |                               |
| WMI                           | Włókniarz Mirsk               | 12                            |                               |
| ZZA                           | Zjednoczeni Żarów             | 13                            |                               |

| Spadek z III ligi 2014/2015 | Spadek z III ligi 2014/2015 | Spadek z III ligi 2014/2015 | Spadek z III ligi 2014/2015 |
| --------------------------- | --------------------------- | --------------------------- | --------------------------- |
| grupa dolnośląsko-lubuska   |                             |                             |                             |
| BIE                         | Bielawianka Bielawa         | 15                          |                             |
| PTR                         | Polonia Trzebnica           | 18                          |                             |
| Awans z ligi okręgowej      |                             |                             |                             |
| grupa Wrocław               |                             |                             |                             |
| POŚ                         | Pogoń Oleśnica              | 1                           |                             |
| grupa Legnica               |                             |                             |                             |
| CH2                         | Chrobry II Głogów           | 1                           |                             |
| grupa Jelenia Góra          |                             |                             |                             |
| LJS                         | Lotnik Jeżów Sudecki        | 1                           |                             |
| grupa Wałbrzych             |                             |                             |                             |
| PNR                         | Piast Nowa Ruda             | 1                           |                             |

Objaśnienia:
1. BKS Bobrzanie Bolesławiec wycofał się po rundzie jesiennej.

### Tabela
| Lp. | Drużyna                    | M  | Z  | R | P  | Bramki | Bramki | Różn. | Pkt | Uwagi                       | Bezpośrednio |
| --- | -------------------------- | -- | -- | - | -- | ------ | ------ | ----- | --- | --------------------------- | ------------ |
| 1   | Olimpia Kowary (M) (A)     | 30 | 26 | 2 | 2  | 77     | 16     | +61   | 80  | Awans do III ligi           |              |
| 2   | Sokół Wielka Lipa          | 30 | 24 | 4 | 2  | 99     | 26     | +73   | 76  |                             |              |
| 3   | Orkan Szczedrzykowice      | 30 | 18 | 8 | 4  | 85     | 33     | +52   | 62  |                             |              |
| 4   | Pogoń Oleśnica             | 30 | 15 | 7 | 8  | 61     | 52     | +9    | 52  |                             |              |
| 5   | GKS Kobierzyce             | 30 | 15 | 5 | 10 | 78     | 37     | +41   | 50  |                             |              |
| 6   | Orzeł Ząbkowice Śląskie    | 30 | 14 | 7 | 9  | 59     | 47     | +12   | 49  |                             |              |
| 7   | Chrobry II Głogów          | 30 | 13 | 5 | 12 | 59     | 52     | +7    | 44  |                             |              |
| 8   | Bielawianka Bielawa        | 30 | 11 | 9 | 10 | 41     | 42     | −1    | 42  |                             |              |
| 9   | Granica Bogatynia          | 30 | 13 | 2 | 15 | 62     | 69     | −7    | 41  |                             |              |
| 10  | AKS Strzegom               | 30 | 10 | 6 | 14 | 36     | 47     | −11   | 36  | AKS – PNR 2:0 PNR – AKS 2:0 |              |
| 11  | Piast Nowa Ruda            | 30 | 11 | 3 | 16 | 46     | 66     | −20   | 36  | AKS – PNR 2:0 PNR – AKS 2:0 |              |
| 12  | Lotnik Jeżów Sudecki       | 30 | 8  | 8 | 14 | 52     | 68     | −16   | 32  |                             |              |
| 13  | Zjednoczeni Żarów (B)      | 30 | 9  | 1 | 20 | 40     | 83     | −43   | 28  | Baraże o utrzymanie         |              |
| 14  | Polonia Trzebnica (B)      | 30 | 7  | 5 | 18 | 47     | 83     | −36   | 26  | Baraże o utrzymanie         |              |
| 15  | Włókniarz Mirsk (B)        | 30 | 6  | 7 | 17 | 41     | 71     | −30   | 25  | Baraże o utrzymanie         |              |
| 16  | BKS Bobrzanie Bolesławiec2 | 30 | 0  | 1 | 29 | 13     | 104    | −91   | 1   | Drużyna wycofana            |              |

### Baraże o utrzymanie
Ze względu na zwiększenie ilości grup IV ligi na terenie województwa dolnośląskiego nikt nie spadł, natomiast najsłabsze drużyny rozegrały mecze barażowe o pozostanie w IV lidze z czwartymi drużynami poszczególnych grup klasy okręgowej.
|  | BKS Bobrzanie Bolesławiec | 0:3 (wo.) | Zamet Przemków |  |
|  |                           |           |                |  |

| 19 czerwca 2016 | Włókniarz Mirsk | 1:0 | LKS Bystrzyca Górna |  |
| 17:00           |                 |     |                     |  |

| 19 czerwca 2016 | Zjednoczeni Żarów | 0:2 | Nysa Zgorzelec |  |
| 17:00           |                   |     |                |  |

| 19 czerwca 2016 | Polonia Trzebnica | 0:2 | Sokół Marcinkowice |  |
| 17:00           |                   |     |                    |  |

W IV lidze pozostał Włókniarz Mirsk, natomiast do IV ligi awansowali: Zamet Przemków, Nysa Zgorzelec i Sokół Marcinkowice.

## Grupa II (kujawsko-pomorska)
W grupie występowało 16 zespołów, które walczyły o miejsce premiowane awansem do II grupy III ligi. Ostatnie zespoły spadły do klasy okręgowej.

### Drużyny
| Uczestnicy poprzedniej edycji | Uczestnicy poprzedniej edycji | Uczestnicy poprzedniej edycji | Uczestnicy poprzedniej edycji |
| ----------------------------- | ----------------------------- | ----------------------------- | ----------------------------- |
| RKK                           | Rol.Ko Konojady               | 3                             |                               |
| CUI                           | Cuiavia Inowrocław            | 4                             |                               |
| NPA                           | Notecianka Pakość             | 5                             |                               |
| KOP                           | Promień Kowalewo Pomorskie    | 7                             |                               |
| RYP                           | Lech Rypin                    | 8                             |                               |
| OAK                           | Orlęta Aleksandrów Kujawski   | 9                             |                               |
| ZB2                           | Zawisza II Bydgoszcz          | 10                            |                               |
| ZKU                           | Piast Złotniki Kujawskie      | 11                            |                               |

| Spadek z III ligi 2014/2015          | Spadek z III ligi 2014/2015 | Spadek z III ligi 2014/2015 | Spadek z III ligi 2014/2015 |
| ------------------------------------ | --------------------------- | --------------------------- | --------------------------- |
| grupa kujawsko-pomorsko-wielkopolska |                             |                             |                             |
| PGM                                  | Pogoń Mogilno               | 14                          |                             |
| USK                                  | Unia Solec Kujawski         | 15                          |                             |
| CHC                                  | Chełminianka Chełmno        | 17                          |                             |
| WŁK                                  | Włocłavia Włocławek         | 18                          |                             |
| Awans z ligi okręgowej               |                             |                             |                             |
| grupa kujawsko-pomorska I            |                             |                             |                             |
| CHE                                  | Chemik Bydgoszcz            | 1                           |                             |
| NJP                                  | Naprzód Jabłonowo Pomorskie | 2                           |                             |
| grupa kujawsko-pomorska II           |                             |                             |                             |
| WAG                                  | Sadownik Waganiec           | 1                           |                             |
| ŁBK                                  | Łokietek Brześć Kujawski    | 2                           |                             |

### Tabela
| Lp. | Drużyna                     | M  | Z  | R  | P  | Bramki | Bramki | Różn. | Pkt | Uwagi                                                           | Bezpośrednio |
| --- | --------------------------- | -- | -- | -- | -- | ------ | ------ | ----- | --- | --------------------------------------------------------------- | ------------ |
| 1   | Rol.Ko Konojady1,2 (M)      | 30 | 23 | 2  | 5  | 80     | 23     | +57   | 71  | Drużyna wycofana                                                |              |
| 2   | Chemik Bydgoszcz2 (A)       | 30 | 22 | 4  | 4  | 74     | 23     | +51   | 70  | Awans do III ligi                                               |              |
| 3   | Unia Solec Kujawski         | 30 | 18 | 9  | 3  | 72     | 29     | +43   | 63  |                                                                 |              |
| 4   | Naprzód Jabłonowo Pomorskie | 30 | 14 | 10 | 6  | 48     | 34     | +14   | 52  |                                                                 |              |
| 5   | Orlęta Aleksandrów Kujawski | 30 | 16 | 3  | 11 | 66     | 40     | +26   | 51  |                                                                 |              |
| 6   | Chełminianka Chełmno        | 30 | 16 | 2  | 12 | 66     | 51     | +15   | 50  |                                                                 |              |
| 7   | Pogoń Mogilno               | 30 | 14 | 5  | 11 | 70     | 41     | +29   | 47  | PGM: 10 pkt, różn. +9 ZKU: 5 pkt, różn. -1 RYP: 1 pkt, różn. -8 |              |
| 8   | Piast Złotniki Kujawskie    | 30 | 13 | 8  | 9  | 55     | 42     | +13   | 47  | PGM: 10 pkt, różn. +9 ZKU: 5 pkt, różn. -1 RYP: 1 pkt, różn. -8 |              |
| 9   | Lech Rypin                  | 30 | 14 | 5  | 11 | 65     | 53     | +12   | 47  | PGM: 10 pkt, różn. +9 ZKU: 5 pkt, różn. -1 RYP: 1 pkt, różn. -8 |              |
| 10  | Zawisza II Bydgoszcz1       | 30 | 13 | 4  | 13 | 51     | 47     | +4    | 43  | Drużyna wycofana                                                |              |
| 11  | Cuiavia Inowrocław          | 30 | 11 | 6  | 13 | 39     | 44     | −5    | 39  |                                                                 |              |
| 12  | Notecianka Pakość           | 30 | 10 | 5  | 15 | 65     | 64     | +1    | 35  |                                                                 |              |
| 13  | Łokietek Brześć Kujawski1   | 30 | 8  | 3  | 19 | 48     | 85     | −37   | 27  |                                                                 |              |
| 14  | Sadownik Waganiec1          | 30 | 5  | 6  | 19 | 30     | 71     | −41   | 21  |                                                                 |              |
| 15  | Promień Kowalewo Pomorskie  | 30 | 2  | 5  | 23 | 28     | 112    | −84   | 11  | Spadek do klasy okręgowej                                       |              |
| 16  | Włocłavia Włocławek         | 30 | 2  | 1  | 27 | 17     | 115    | −98   | 7   | Spadek do klasy okręgowej                                       |              |

## Grupa III (lubelska)
W grupie występowało 16 zespołów, które walczyły o miejsce premiowane awansem do IV grupy III ligi. Ostatnie zespoły spadły do klasy okręgowej.

### Drużyny
| Uczestnicy poprzedniej edycji | Uczestnicy poprzedniej edycji | Uczestnicy poprzedniej edycji | Uczestnicy poprzedniej edycji |
| ----------------------------- | ----------------------------- | ----------------------------- | ----------------------------- |
| KOŃ                           | Powiślak Końskowola           | 3                             |                               |
| ŁĘ2                           | Górnik II Łęczna              | 4                             |                               |
| ORŁ                           | Orlęta Łuków                  | 5                             |                               |
| WER                           | Kryształ Werbkowice           | 6                             |                               |
| JAL                           | Janowianka Janów Lubelski     | 7                             |                               |
| NIE                           | Orion Niedrzwica Duża         | 8                             |                               |
| WŁO                           | Włodawianka Włodawa           | 9                             |                               |
| ŻMU                           | Victoria Żmudź                | 10                            |                               |
| OLU                           | Opolanin Opole Lubelskie      | 11                            |                               |

| Spadek z III ligi 2014/2015 | Spadek z III ligi 2014/2015 | Spadek z III ligi 2014/2015 | Spadek z III ligi 2014/2015 |
| --------------------------- | --------------------------- | --------------------------- | --------------------------- |
| grupa lubelsko-podkarpacka  |                             |                             |                             |
| KRA                         | Stal Kraśnik                | 15                          |                             |
| PBP                         | Podlasie Biała Podlaska     | 16                          |                             |
| ŻÓŁ                         | Hetman Żółkiewka            | 17                          |                             |
| Awans z ligi okręgowej      |                             |                             |                             |
| grupa Lublin                |                             |                             |                             |
| KOC                         | Polesie Kock                | 1                           |                             |
| grupa Biała Podlaska        |                             |                             |                             |
| LPI                         | Lutnia Piszczac             | 1                           |                             |
| grupa Zamość                |                             |                             |                             |
| HRU                         | Unia Hrubieszów             | 1                           |                             |
| grupa Chełm                 |                             |                             |                             |
| DOR                         | Granica Dorohusk            | 1                           |                             |

### Tabela
| Lp. | Drużyna                         | M  | Z  | R  | P  | Bramki | Bramki | Różn. | Pkt | Uwagi                       | Bezpośrednio              |
| --- | ------------------------------- | -- | -- | -- | -- | ------ | ------ | ----- | --- | --------------------------- | ------------------------- |
| 1   | Podlasie Biała Podlaska (M) (A) | 30 | 22 | 4  | 4  | 85     | 29     | +56   | 70  | Awans do III ligi           |                           |
| 2   | Stal Kraśnik                    | 30 | 19 | 4  | 7  | 65     | 37     | +28   | 61  |                             |                           |
| 3   | Polesie Kock                    | 30 | 16 | 5  | 9  | 60     | 54     | +6    | 53  | KOC – KOŃ 2:0 KOŃ – KOC 2:2 |                           |
| 4   | Powiślak Końskowola             | 30 | 15 | 8  | 7  | 60     | 36     | +24   | 53  | KOC – KOŃ 2:0 KOŃ – KOC 2:2 |                           |
| 5   | Kryształ Werbkowice             | 30 | 14 | 8  | 8  | 69     | 44     | +25   | 50  |                             |                           |
| 6   | Lutnia Piszczac                 | 30 | 15 | 4  | 11 | 46     | 44     | +2    | 49  |                             |                           |
| 7   | Victoria Żmudź                  | 30 | 13 | 3  | 14 | 53     | 56     | −3    | 42  | ŻMU – WŁO 5:2 WŁO – ŻMU 2:0 |                           |
| 8   | Włodawianka Włodawa             | 30 | 12 | 6  | 12 | 46     | 60     | −14   | 42  | ŻMU – WŁO 5:2 WŁO – ŻMU 2:0 |                           |
| 9   | Unia Hrubieszów                 | 30 | 10 | 10 | 10 | 36     | 32     | +4    | 40  |                             |                           |
| 10  | Górnik II Łęczna                | 30 | 11 | 3  | 16 | 60     | 70     | −10   | 36  | ŁĘ2 – OLU 4:2 OLU – ŁĘ2 1:3 |                           |
| 11  | Opolanin Opole Lubelskie (S)    | 30 | 10 | 6  | 14 | 54     | 53     | +1    | 36  | ŁĘ2 – OLU 4:2 OLU – ŁĘ2 1:3 | Spadek do klasy okręgowej |
| 12  | Orlęta Łuków (S)                | 30 | 9  | 6  | 15 | 43     | 51     | −8    | 33  |                             | Spadek do klasy okręgowej |
| 13  | Janowianka Janów Lubelski (S)   | 30 | 9  | 5  | 16 | 30     | 61     | −31   | 32  | JAL – NIE 1:0 NIE – JAL 2:3 | Spadek do klasy okręgowej |
| 14  | Orion Niedrzwica Duża (S)       | 30 | 8  | 8  | 14 | 37     | 52     | −15   | 32  | JAL – NIE 1:0 NIE – JAL 2:3 | Spadek do klasy okręgowej |
| 15  | Granica Dorohusk (S)            | 30 | 5  | 10 | 15 | 30     | 63     | −33   | 25  |                             | Spadek do klasy okręgowej |
| 16  | Hetman Żółkiewka (S)            | 30 | 3  | 8  | 19 | 29     | 61     | −32   | 17  |                             | Spadek do klasy okręgowej |

## Grupa IV (lubuska)
W grupie występowało 16 zespołów, które walczyły o miejsce premiowane awansem do III grupy III ligi. Ostatnie zespoły spadły do klasy okręgowej.

### Drużyny
| Uczestnicy poprzedniej edycji | Uczestnicy poprzedniej edycji | Uczestnicy poprzedniej edycji | Uczestnicy poprzedniej edycji |
| ----------------------------- | ----------------------------- | ----------------------------- | ----------------------------- |
| FZG                           | Falubaz Zielona Góra          | 11,2                          |                               |
| SPR                           | Sprotavia Szprotawa           | 4                             |                               |
| IŁO                           | Piast Iłowa                   | 5                             |                               |
| OŚN                           | Spójnia Ośno Lubuskie         | 6                             |                               |
| DRE                           | Lubuszanin Drezdenko          | 7                             |                               |
| PRŻ                           | Promień Żary                  | 8                             |                               |
| SSW                           | Santos Świebodzin             | 9                             |                               |
| ANS                           | Arka Nowa Sól                 | 10                            |                               |
| BOD                           | Odra Bytom Odrzański          | 11                            |                               |
| SSU                           | Stal Sulęcin                  | 12                            |                               |
| CWI                           | Czarni Witnica                | 13                            |                               |
| ŁSK                           | Łucznik Strzelce Krajeńskie   | 143                           |                               |

| Spadek z III ligi 2014/2015 | Spadek z III ligi 2014/2015 | Spadek z III ligi 2014/2015 | Spadek z III ligi 2014/2015 |
| --------------------------- | --------------------------- | --------------------------- | --------------------------- |
| grupa dolnośląsko-lubuska   |                             |                             |                             |
| DPR                         | Dąb Przybyszów              | 17                          |                             |
| Awans z ligi okręgowej      |                             |                             |                             |
| grupa Gorzów Wielkopolski   |                             |                             |                             |
| SAN                         | Kasztelania Santok          | 1                           |                             |
| grupa Zielona Góra          |                             |                             |                             |
| TKO                         | Tęcza Krosno Odrzańskie     | 1                           |                             |
| ZBĄ                         | Syrena Zbąszynek            | 2                           |                             |

Objaśnienia:
1. KSF Zielona Góra zrezygnował z awansu do III ligi.
2. KSF Zielona Góra połączył się z trzecioligowym UKP Zielona Góra, w wyniku czego powstał klub Falubaz Zielona Góra[10].
3. Łucznik Strzelce Krajeńskie wycofał się po rundzie jesiennej.

### Tabela
| Lp. | Drużyna                      | M  | Z  | R  | P  | Bramki | Bramki | Różn. | Pkt | Uwagi                       | Bezpośrednio |
| --- | ---------------------------- | -- | -- | -- | -- | ------ | ------ | ----- | --- | --------------------------- | ------------ |
| 1   | Falubaz Zielona Góra (M) (A) | 30 | 20 | 8  | 2  | 70     | 22     | +48   | 68  | Awans do III ligi           |              |
| 2   | Santos Świebodzin            | 30 | 20 | 4  | 6  | 65     | 31     | +34   | 64  |                             |              |
| 3   | Arka Nowa Sól                | 30 | 18 | 4  | 8  | 57     | 30     | +27   | 58  |                             |              |
| 4   | Spójnia Ośno Lubuskie        | 30 | 16 | 5  | 9  | 46     | 25     | +21   | 53  |                             |              |
| 5   | Dąb Przybyszów               | 30 | 14 | 8  | 8  | 49     | 34     | +15   | 50  |                             |              |
| 6   | Lubuszanin Drezdenko         | 30 | 14 | 6  | 10 | 51     | 37     | +14   | 48  | DRE – CWI 5:2 CWI – DRE 3:1 |              |
| 7   | Czarni Witnica               | 30 | 15 | 3  | 12 | 52     | 36     | +16   | 48  | DRE – CWI 5:2 CWI – DRE 3:1 |              |
| 8   | Syrena Zbąszynek             | 30 | 14 | 5  | 11 | 56     | 42     | +14   | 47  |                             |              |
| 9   | Sprotavia Szprotawa          | 30 | 13 | 4  | 13 | 48     | 41     | +7    | 43  |                             |              |
| 10  | Odra Bytom Odrzański         | 30 | 12 | 4  | 14 | 47     | 45     | +2    | 40  |                             |              |
| 11  | Tęcza Krosno Odrzańskie (S)  | 30 | 11 | 6  | 13 | 46     | 51     | −5    | 39  | Spadek do klasy okręgowej   |              |
| 12  | Stal Sulęcin (S)             | 30 | 10 | 4  | 16 | 31     | 49     | −18   | 34  | Spadek do klasy okręgowej   |              |
| 13  | Piast Iłowa (S)              | 30 | 10 | 3  | 17 | 44     | 66     | −22   | 33  | Spadek do klasy okręgowej   |              |
| 14  | Promień Żary (S)             | 30 | 7  | 11 | 12 | 30     | 40     | −10   | 32  | Spadek do klasy okręgowej   |              |
| 15  | Kasztelania Santok (S)       | 30 | 2  | 3  | 25 | 27     | 112    | −85   | 9   | Spadek do klasy okręgowej   |              |
| 16  | Łucznik Strzelce Krajeńskie1 | 30 | 3  | 4  | 23 | 8      | 66     | −58   | 13  | Drużyna wycofana            |              |

## Grupa V (łódzka)
W grupie występowało 20 zespołów, które walczyły o miejsce premiowane awansem do I grupy III ligi. Ostatnie zespoły spadły do klasy okręgowej.

### Drużyny
| Uczestnicy poprzedniej edycji | Uczestnicy poprzedniej edycji | Uczestnicy poprzedniej edycji | Uczestnicy poprzedniej edycji |
| ----------------------------- | ----------------------------- | ----------------------------- | ----------------------------- |
| BE2                           | GKS II Bełchatów              | 31                            |                               |
| PIL                           | Pilica Przedbórz              | 41                            |                               |
| PPT                           | Polonia Piotrków Trybunalski  | 5                             |                               |
| PAR                           | KS Paradyż                    | 6                             |                               |
| STR                           | Zjednoczeni Stryków           | 7                             |                               |
| BZG                           | Boruta Zgierz                 | 8                             |                               |
| MEC                           | Mechanik Radomsko             | 9                             |                               |
| PAJ                           | Zawisza Pajęczno              | 10                            |                               |
| RZG                           | Zawisza Rzgów                 | 11                            |                               |
| ROS                           | LKS Rosanów                   | 12                            |                               |
| WZE                           | Włókniarz Zelów               | 13                            |                               |
| ASZ                           | Astoria Szczerców             | 14                            |                               |
| ONI                           | Orzeł Nieborów                | 15                            |                               |

| Spadek z I ligi 2014/2015   | Spadek z I ligi 2014/2015 | Spadek z I ligi 2014/2015 | Spadek z I ligi 2014/2015 |
| --------------------------- | ------------------------- | ------------------------- | ------------------------- |
| WID                         | Widzew Łódź               | 172                       |                           |
| Spadek z III ligi 2014/2015 |                           |                           |                           |
| grupa łódzko-mazowiecka     |                           |                           |                           |
| OMG                         | Omega Kleszczów           | 151                       |                           |
| Awans z ligi okręgowej      |                           |                           |                           |
| grupa Łódź                  |                           |                           |                           |
| AWG                         | Andrespolia Wiśniowa Góra | 1                         |                           |
| STA                         | Stal Głowno               | 23                        |                           |
| grupa Piotrków Trybunalski  |                           |                           |                           |
| ZBE                         | Zjednoczeni Bełchatów     | 1                         |                           |
| grupa Sieradz               |                           |                           |                           |
| WAR                         | Jutrzenka Warta           | 1                         |                           |
| grupa Skierniewice          |                           |                           |                           |
| MRM                         | Mazovia Rawa Mazowiecka   | 1                         |                           |

Objaśnienia:
1. W związku z wycofaniem się Omegi Kleszczów i Pogoni II Siedlce z rozgrywek III ligi, zorganizowano baraż uzupełniający, w którym miała zagrać 3. drużyna poprzedniego sezonu z gr. łódzkiej IV ligi - GKS II Bełchatów. Drużyna z Bełchatowa zrezygnowała jednak z baraży, przez co zagrała w nim Pilica Przedbórz, która jednak przegrała z Oskarem Przysucha i pozostała na tym samym poziomie ligowym.
2. Widzew Łódź po zakończeniu poprzedniego sezonu I ligi został rozwiązany. Jego kontynuatorem został SRTS Widzew Łódź, który zgłoszono do rozgrywek IV ligi.
3. W związku z poszerzeniem ligi do 20 zespołów rozegrano baraże pomiędzy chętnymi wicemistrzami klas okręgowych z woj. łódzkiego. W nich wygrała Stal Głowno, która uzyskała prawo do gry w IV lidze w sezonie 2015/16.

### Tabela
| Lp. | Drużyna                      | M  | Z  | R  | P  | Bramki | Bramki | Różn. | Pkt | Uwagi                       | Bezpośrednio |
| --- | ---------------------------- | -- | -- | -- | -- | ------ | ------ | ----- | --- | --------------------------- | ------------ |
| 1   | Widzew Łódź (M) (A)          | 38 | 27 | 7  | 4  | 86     | 16     | +70   | 88  | Awans do III ligi           |              |
| 2   | KS Paradyż                   | 38 | 26 | 5  | 7  | 90     | 38     | +52   | 83  |                             |              |
| 3   | GKS II Bełchatów             | 38 | 22 | 9  | 7  | 84     | 36     | +48   | 75  |                             |              |
| 4   | Zjednoczeni Bełchatów        | 38 | 22 | 7  | 9  | 76     | 43     | +33   | 73  |                             |              |
| 5   | Jutrzenka Warta              | 38 | 16 | 10 | 12 | 56     | 49     | +7    | 58  |                             |              |
| 6   | Omega Kleszczów              | 38 | 16 | 9  | 13 | 69     | 55     | +14   | 57  |                             |              |
| 7   | Pilica Przedbórz             | 38 | 17 | 6  | 15 | 69     | 66     | +3    | 57  |                             |              |
| 8   | Zawisza Rzgów                | 38 | 15 | 11 | 12 | 66     | 62     | +4    | 56  | RZG – STR 0:0 STR – RZG 2:2 |              |
| 9   | Zjednoczeni Stryków          | 38 | 15 | 11 | 12 | 44     | 48     | −4    | 56  | RZG – STR 0:0 STR – RZG 2:2 |              |
| 10  | Polonia Piotrków Trybunalski | 38 | 15 | 10 | 13 | 67     | 60     | +7    | 55  |                             |              |
| 11  | Mechanik Radomsko            | 38 | 14 | 11 | 13 | 52     | 55     | −3    | 53  |                             |              |
| 12  | Zawisza Pajęczno             | 38 | 15 | 7  | 16 | 47     | 54     | −7    | 52  |                             |              |
| 13  | Andrespolia Wiśniowa Góra    | 38 | 13 | 8  | 17 | 53     | 66     | −13   | 47  |                             |              |
| 14  | Włókniarz Zelów              | 38 | 13 | 7  | 18 | 57     | 67     | −10   | 46  |                             |              |
| 15  | Boruta Zgierz (S)            | 38 | 12 | 9  | 17 | 55     | 58     | −3    | 45  | Spadek do klasy okręgowej   |              |
| 16  | Astoria Szczerców (S)        | 38 | 11 | 4  | 23 | 43     | 73     | −30   | 37  | Spadek do klasy okręgowej   |              |
| 17  | LKS Rosanów (S)              | 38 | 10 | 6  | 22 | 43     | 82     | −39   | 36  | Spadek do klasy okręgowej   |              |
| 18  | Orzeł Nieborów (S)           | 38 | 8  | 8  | 22 | 44     | 83     | −39   | 32  | Spadek do klasy okręgowej   |              |
| 19  | Stal Głowno (S)              | 38 | 7  | 8  | 23 | 57     | 105    | −48   | 29  | Spadek do klasy okręgowej   |              |
| 20  | Mazovia Rawa Mazowiecka (S)  | 38 | 8  | 3  | 27 | 53     | 95     | −42   | 27  | Spadek do klasy okręgowej   |              |

## Grupa VI (małopolska wschodnia)
W grupie występowało 16 zespołów, które walczyły o miejsce premiowane udziałem w barażach o grę w IV grupie III ligi. Ostatnie zespoły spadły do klasy okręgowej.

### Drużyny
| Uczestnicy poprzedniej edycji | Uczestnicy poprzedniej edycji | Uczestnicy poprzedniej edycji | Uczestnicy poprzedniej edycji |
| ----------------------------- | ----------------------------- | ----------------------------- | ----------------------------- |
| BAR                           | Barciczanka Barcice           | 2                             |                               |
| DRW                           | GKS Drwinia                   | 3                             |                               |
| BOR                           | Sokół Borzęcin Górny          | 4                             |                               |
| BTA                           | Watra Białka Tatrzańska       | 5                             |                               |
| SKW                           | Skalnik Kamionka Wielka       | 6                             |                               |
| MAN                           | Lubań Maniowy                 | 7                             |                               |
| ŻAB                           | MLKS Żabno                    | 8                             |                               |
| SNS2                          | Sandecja II Nowy Sącz         | 9                             |                               |
| RYT                           | Poprad Rytro                  | 10                            |                               |
| GOR                           | Glinik Gorlice                | 11                            |                               |
| BOC                           | Bocheński KS                  | 12                            |                               |
| ZAK                           | KS Zakopane                   | 13                            |                               |

| Awans z ligi okręgowej | Awans z ligi okręgowej  | Awans z ligi okręgowej | Awans z ligi okręgowej |
| ---------------------- | ----------------------- | ---------------------- | ---------------------- |
| grupa Nowy Sącz        |                         |                        |                        |
| TYM                    | KS Tymbark              | 1                      |                        |
| SZA                    | LKS Szaflary            | 2                      |                        |
| grupa Tarnów II        |                         |                        |                        |
| TUC                    | Tuchovia Tuchów         | 1                      |                        |
| CCI                    | Ciężkowianka Ciężkowice | 2                      |                        |

### Tabela
| Lp. | Drużyna                     | M  | Z  | R  | P  | Bramki | Bramki | Różn. | Pkt | Uwagi                     | Bezpośrednio |
| --- | --------------------------- | -- | -- | -- | -- | ------ | ------ | ----- | --- | ------------------------- | ------------ |
| 1   | Bocheński KS (M) (B)        | 30 | 20 | 3  | 7  | 79     | 44     | +35   | 63  | Baraże o III ligę         |              |
| 2   | Barciczanka Barcice         | 30 | 17 | 7  | 6  | 77     | 33     | +44   | 58  |                           |              |
| 3   | Lubań Maniowy               | 30 | 17 | 6  | 7  | 55     | 33     | +22   | 57  |                           |              |
| 4   | Sokół Borzęcin Górny        | 30 | 16 | 5  | 9  | 62     | 45     | +17   | 53  |                           |              |
| 5   | Glinik Gorlice              | 30 | 16 | 3  | 11 | 62     | 47     | +15   | 51  |                           |              |
| 6   | Skalnik Kamionka Wielka     | 30 | 15 | 5  | 10 | 57     | 36     | +21   | 50  |                           |              |
| 7   | Watra Białka Tatrzańska     | 30 | 13 | 9  | 8  | 45     | 29     | +16   | 48  |                           |              |
| 8   | GKS Drwinia                 | 30 | 11 | 10 | 9  | 49     | 41     | +8    | 43  |                           |              |
| 9   | KS Tymbark                  | 30 | 12 | 5  | 13 | 48     | 57     | −9    | 41  |                           |              |
| 10  | Poprad Rytro                | 30 | 11 | 6  | 13 | 53     | 59     | −6    | 39  |                           |              |
| 11  | Tuchovia Tuchów (S)         | 30 | 9  | 9  | 12 | 52     | 55     | −3    | 36  | Spadek do klasy okręgowej |              |
| 12  | Sandecja II Nowy Sącz (S)   | 29 | 9  | 7  | 13 | 51     | 64     | −13   | 34  | Spadek do klasy okręgowej |              |
| 13  | MLKS Żabno (S)              | 30 | 8  | 5  | 17 | 41     | 63     | −22   | 29  | Spadek do klasy okręgowej |              |
| 14  | LKS Szaflary (S)            | 30 | 8  | 4  | 18 | 50     | 88     | −38   | 28  | Spadek do klasy okręgowej |              |
| 15  | KS Zakopane (S)             | 29 | 7  | 5  | 17 | 25     | 51     | −26   | 26  | Spadek do klasy okręgowej |              |
| 16  | Ciężkowianka Ciężkowice (S) | 30 | 3  | 5  | 22 | 26     | 87     | −61   | 14  | Spadek do klasy okręgowej |              |

## Grupa VII (małopolska zachodnia)
W grupie występowało 16 zespołów, które walczyły o miejsce premiowane udziałem w barażach o grę w IV grupie III ligi. Ostatnie zespoły spadły do klasy okręgowej.

### Drużyny
| Uczestnicy poprzedniej edycji | Uczestnicy poprzedniej edycji     | Uczestnicy poprzedniej edycji | Uczestnicy poprzedniej edycji |
| ----------------------------- | --------------------------------- | ----------------------------- | ----------------------------- |
| OPW                           | Orzeł Piaski Wielkie              | 2                             |                               |
| WGR                           | Wiślanka Grabie                   | 3                             |                               |
| WJA                           | Wiślanie Jaśkowice                | 4                             |                               |
| KZE                           | Kalwarianka Kalwaria Zebrzydowska | 5                             |                               |
| PRO                           | Proszowianka Proszowice           | 6                             |                               |
| GIE                           | Jutrzenka Giebułtów               | 7                             |                               |
| ZEM                           | Garbarz Zembrzyce                 | 8                             |                               |
| SOZ                           | Spójnia Osiek-Zimnodół            | 9                             |                               |
| KLD                           | Iskra Klecza Dolna                | 10                            |                               |
| HMP                           | Halniak Maków Podhalański         | 11                            |                               |
| GLI                           | Górnik Libiąż                     | 12                            |                               |

| Spadek z III ligi 2014/2015    | Spadek z III ligi 2014/2015 | Spadek z III ligi 2014/2015 | Spadek z III ligi 2014/2015 |
| ------------------------------ | --------------------------- | --------------------------- | --------------------------- |
| grupa małopolsko-świętokrzyska |                             |                             |                             |
| TRS                            | MKS Trzebinia-Siersza       | 16                          |                             |
| Awans z ligi okręgowej         |                             |                             |                             |
| grupa Kraków I                 |                             |                             |                             |
| MIC                            | Michałowianka Michałowice   | 1                           |                             |
| grupa Kraków II                |                             |                             |                             |
| SKS                            | Skawinka Skawina            | 1                           |                             |
| grupa Kraków III               |                             |                             |                             |
| GÓR                            | Górnik Wieliczka            | 1                           |                             |
| grupa Wadowice                 |                             |                             |                             |
| SSD                            | Sosnowianka Stanisław Dolny | 1                           |                             |

### Tabela
| Lp. | Drużyna                               | M  | Z  | R  | P  | Bramki | Bramki | Różn. | Pkt | Uwagi                       | Bezpośrednio                |
| --- | ------------------------------------- | -- | -- | -- | -- | ------ | ------ | ----- | --- | --------------------------- | --------------------------- |
| 1   | MKS Trzebinia-Siersza (M) (B)         | 30 | 19 | 4  | 7  | 67     | 27     | +40   | 61  | Baraże o III ligę           | TRS – WJA 3:2 WJA – TRS 0:3 |
| 2   | Wiślanie Jaśkowice                    | 30 | 19 | 4  | 7  | 70     | 38     | +32   | 61  |                             | TRS – WJA 3:2 WJA – TRS 0:3 |
| 3   | Jutrzenka Giebułtów                   | 30 | 17 | 9  | 4  | 49     | 25     | +24   | 60  |                             |                             |
| 4   | Orzeł Piaski Wielkie                  | 30 | 17 | 4  | 9  | 54     | 44     | +10   | 55  | OPW – SSD 1:1 SSD – OPW 1:5 |                             |
| 5   | Sosnowianka Stanisław Dolny           | 30 | 16 | 7  | 7  | 55     | 43     | +12   | 55  | OPW – SSD 1:1 SSD – OPW 1:5 |                             |
| 6   | Michałowianka Michałowice             | 30 | 14 | 6  | 10 | 68     | 40     | +28   | 48  |                             |                             |
| 7   | Wiślanka Grabie                       | 30 | 14 | 5  | 11 | 50     | 34     | +16   | 47  | WGR – SKA 1:2 SKA – WGR 1:2 |                             |
| 8   | Skawinka Skawina                      | 30 | 15 | 2  | 13 | 47     | 50     | −3    | 47  | WGR – SKA 1:2 SKA – WGR 1:2 |                             |
| 9   | Iskra Klecza Dolna                    | 30 | 13 | 6  | 11 | 51     | 42     | +9    | 45  |                             |                             |
| 10  | Proszowianka Proszowice               | 30 | 10 | 9  | 11 | 61     | 46     | +15   | 39  |                             |                             |
| 11  | Górnik Wieliczka (S)                  | 30 | 9  | 8  | 13 | 44     | 49     | −5    | 35  | Spadek do klasy okręgowej   |                             |
| 12  | Kalwarianka Kalwaria Zebrzydowska (S) | 30 | 7  | 11 | 12 | 35     | 44     | −9    | 32  | Spadek do klasy okręgowej   |                             |
| 13  | Halniak Maków Podhalański (S)         | 30 | 8  | 4  | 18 | 37     | 55     | −18   | 28  | Spadek do klasy okręgowej   |                             |
| 14  | Garbarz Zembrzyce (S)                 | 30 | 6  | 8  | 16 | 32     | 64     | −32   | 26  | Spadek do klasy okręgowej   |                             |
| 15  | Spójnia Osiek-Zimnodół (S)            | 30 | 5  | 7  | 18 | 34     | 73     | −39   | 22  | Spadek do klasy okręgowej   |                             |
| 16  | Górnik Libiąż (S)                     | 30 | 2  | 4  | 24 | 23     | 103    | −80   | 10  | Spadek do klasy okręgowej   |                             |

## Grupa VIII (mazowiecka południowa)
W grupie występowało 18 zespołów, które walczyły o miejsce premiowane udziałem w barażach o grę w I grupie III ligi. Ostatnie zespoły spadły do klasy okręgowej.

### Drużyny
| Uczestnicy poprzedniej edycji                  | Uczestnicy poprzedniej edycji | Uczestnicy poprzedniej edycji | Uczestnicy poprzedniej edycji |
| ---------------------------------------------- | ----------------------------- | ----------------------------- | ----------------------------- |
| IV liga 2014/2015, grupa mazowiecka południowa |                               |                               |                               |
| SZY                                            | Szydłowianka Szydłowiec       | 3                             |                               |
| MAZ                                            | Mazur Karczew                 | 5                             |                               |
| KON                                            | KS Konstancin                 | 6                             |                               |
| JGA                                            | Sparta Jazgarzew              | 7                             |                               |
| HUT                                            | Hutnik Warszawa               | 8                             |                               |
| MSZ                                            | Mszczonowianka Mszczonów      | 9                             |                               |
| GAR                                            | Wilga Garwolin                | 10                            |                               |
| ORZ                                            | Orzeł Wierzbica               | 11                            |                               |
| SUL                                            | Victoria Sulejówek            | 12                            |                               |
| ŻYR                                            | Żyrardowianka Żyrardów        | 13                            |                               |
| ZPR2                                           | Znicz II Pruszków             | 14                            |                               |
| RAS                                            | KS Raszyn                     | 15                            |                               |

| Uczestnicy poprzedniej edycji                | Uczestnicy poprzedniej edycji | Uczestnicy poprzedniej edycji | Uczestnicy poprzedniej edycji |
| -------------------------------------------- | ----------------------------- | ----------------------------- | ----------------------------- |
| IV liga 2014/2015, grupa mazowiecka północna |                               |                               |                               |
| HUT                                          | Hutnik Warszawa               | 11                            |                               |

| Awans z ligi okręgowej | Awans z ligi okręgowej | Awans z ligi okręgowej | Awans z ligi okręgowej |
| ---------------------- | ---------------------- | ---------------------- | ---------------------- |
| grupa Radom            |                        |                        |                        |
| WAR                    | KS Warka               | 1                      |                        |
| grupa Warszawa I       |                        |                        |                        |
| DO2                    | Dolcan II Ząbki        | 1                      |                        |
| DRU                    | Drukarz Warszawa       | 1                      |                        |
| Warszawa II            |                        |                        |                        |
| BBL                    | Błonianka Błonie       | 1                      |                        |
| ŁAD                    | UKS Łady               | 2                      |                        |

### Tabela
| Lp. | Drużyna                     | M  | Z  | R  | P  | Bramki | Bramki | Różn. | Pkt | Uwagi                         | Bezpośrednio                |
| --- | --------------------------- | -- | -- | -- | -- | ------ | ------ | ----- | --- | ----------------------------- | --------------------------- |
| 1   | Victoria Sulejówek (M) (B)  | 34 | 23 | 10 | 1  | 89     | 24     | +65   | 79  | Baraże o III ligę             | SUL – MSZ 1:1 MSZ – SUL 2:2 |
| 2   | Mszczonowianka Mszczonów    | 34 | 24 | 7  | 3  | 88     | 28     | +60   | 79  |                               | SUL – MSZ 1:1 MSZ – SUL 2:2 |
| 3   | KS Konstancin               | 34 | 22 | 4  | 8  | 73     | 34     | +39   | 70  |                               |                             |
| 4   | Hutnik Warszawa             | 34 | 19 | 6  | 9  | 63     | 49     | +14   | 63  |                               |                             |
| 5   | Mazur Karczew               | 34 | 16 | 8  | 10 | 73     | 47     | +26   | 56  |                               |                             |
| 6   | Orzeł Wierzbica             | 34 | 15 | 10 | 9  | 60     | 41     | +19   | 55  |                               |                             |
| 7   | Sparta Jazgarzew            | 34 | 15 | 9  | 10 | 50     | 49     | +1    | 54  |                               |                             |
| 8   | Wilga Garwolin              | 34 | 14 | 5  | 15 | 58     | 47     | +11   | 47  | GAR – ZPR2 3:0 ZPR2 – GAR 2:0 |                             |
| 9   | Znicz II Pruszków           | 34 | 14 | 5  | 15 | 63     | 62     | +1    | 47  | GAR – ZPR2 3:0 ZPR2 – GAR 2:0 |                             |
| 10  | Szydłowianka Szydłowiec     | 34 | 12 | 10 | 12 | 63     | 62     | +1    | 46  | SZY – BBL 0:0 BBL – SZY 1:1   |                             |
| 11  | Błonianka Błonie            | 34 | 11 | 13 | 10 | 51     | 50     | +1    | 46  | SZY – BBL 0:0 BBL – SZY 1:1   |                             |
| 12  | Żyrardowianka Żyrardów2 (S) | 34 | 12 | 9  | 13 | 40     | 53     | −13   | 45  | Spadek do klasy okręgowej     |                             |
| 13  | KS Raszyn2                  | 34 | 12 | 8  | 14 | 49     | 61     | −12   | 44  |                               |                             |
| 14  | Olimpia Warszawa (S)        | 34 | 8  | 10 | 16 | 39     | 59     | −20   | 34  | Spadek do klasy okręgowej     |                             |
| 15  | UKS Łady (S)                | 34 | 7  | 9  | 18 | 47     | 71     | −24   | 30  | Spadek do klasy okręgowej     |                             |
| 16  | Drukarz Warszawa (S)        | 34 | 5  | 4  | 25 | 35     | 88     | −53   | 19  | Spadek do klasy okręgowej     | DRU – WAR 3:2 WAR – DRU 0:1 |
| 17  | KS Warka (S)                | 34 | 3  | 10 | 21 | 32     | 83     | −51   | 19  | Spadek do klasy okręgowej     | DRU – WAR 3:2 WAR – DRU 0:1 |
| 18  | Dolcan II Ząbki1            | 34 | 4  | 2  | 28 | 30     | 103    | −73   | 14  | Drużyna wycofana              |                             |

## Grupa IX (mazowiecka północna)
W grupie występowało 18 zespołów, które walczyły o miejsce premiowane udziałem w barażach o grę w I grupie III ligi. Ostatnie zespoły spadły do klasy okręgowej.

### Drużyny
| Uczestnicy poprzedniej edycji                | Uczestnicy poprzedniej edycji | Uczestnicy poprzedniej edycji | Uczestnicy poprzedniej edycji |
| -------------------------------------------- | ----------------------------- | ----------------------------- | ----------------------------- |
| IV liga 2014/2015, grupa mazowiecka północna |                               |                               |                               |
| MMM                                          | Mazovia Mińsk Mazowiecki      | 2                             |                               |
| BZU                                          | Bzura Chodaków                | 3                             |                               |
| HWO                                          | Huragan Wołomin               | 4                             |                               |
| MŁA                                          | Mławianka Mława               | 5                             |                               |
| MPR                                          | MKS Przasnysz                 | 6                             |                               |
| ŁOM                                          | KS Łomianki                   | 7                             |                               |
| WP2                                          | Wisła II Płock                | 8                             |                               |
| BUG                                          | Bug Wyszków                   | 9                             |                               |
| GĄB                                          | Błękitni Gąbin                | 10                            |                               |
| OOM                                          | Ostrovia Ostrów Mazowiecka    | 12                            |                               |
| NAR                                          | Narew Ostrołęka               | 13                            |                               |
| CIE                                          | MKS Ciechanów                 | 14                            |                               |
| SZY                                          | Korona Szydłowo               | 15                            |                               |

| Uczestnicy poprzedniej edycji                  | Uczestnicy poprzedniej edycji | Uczestnicy poprzedniej edycji | Uczestnicy poprzedniej edycji |
| ---------------------------------------------- | ----------------------------- | ----------------------------- | ----------------------------- |
| IV liga 2014/2015, grupa mazowiecka południowa |                               |                               |                               |
| OŻA                                            | Ożarowianka Ożarów Mazowiecki | 4                             |                               |

| Awans z ligi okręgowej | Awans z ligi okręgowej | Awans z ligi okręgowej | Awans z ligi okręgowej |
| ---------------------- | ---------------------- | ---------------------- | ---------------------- |
| Ciechanów-Ostrołęka    |                        |                        |                        |
| BIE                    | Wkra Bieżuń            | 1                      |                        |
| grupa Płock            |                        |                        |                        |
| MGO                    | Mazur Gostynin         | 1                      |                        |
| grupa Siedlce          |                        |                        |                        |
| SKÓ                    | Naprzód Skórzec        | 1                      |                        |
| WĘG                    | Czarni Węgrów          | 2                      |                        |

### Tabela
| Lp. | Drużyna                       | M  | Z  | R | P  | Bramki | Bramki | Różn. | Pkt | Uwagi                       | Bezpośrednio |
| --- | ----------------------------- | -- | -- | - | -- | ------ | ------ | ----- | --- | --------------------------- | ------------ |
| 1   | Huragan Wołomin (M) (B)       | 32 | 22 | 4 | 6  | 83     | 36     | +47   | 70  | Baraże o III ligę           |              |
| 2   | MKS Przasnysz                 | 32 | 22 | 2 | 8  | 76     | 32     | +44   | 68  |                             |              |
| 3   | Ożarowianka Ożarów Mazowiecki | 32 | 19 | 7 | 6  | 63     | 20     | +43   | 64  |                             |              |
| 4   | Mławianka Mława               | 32 | 18 | 6 | 8  | 56     | 28     | +28   | 60  |                             |              |
| 5   | Mazovia Mińsk Mazowiecki      | 32 | 17 | 5 | 10 | 71     | 41     | +30   | 56  | MMM – WP2 3:0 WP2 – MMM 1:2 |              |
| 6   | Wisła II Płock                | 32 | 17 | 5 | 10 | 61     | 31     | +30   | 56  | MMM – WP2 3:0 WP2 – MMM 1:2 |              |
| 7   | MKS Ciechanów                 | 32 | 16 | 5 | 11 | 56     | 39     | +17   | 53  | CIE – ŁOM 0:1 ŁOM – CIE 0:1 |              |
| 8   | KS Łomianki                   | 32 | 16 | 5 | 11 | 50     | 34     | +16   | 53  | CIE – ŁOM 0:1 ŁOM – CIE 0:1 |              |
| 9   | Ostrovia Ostrów Mazowiecka    | 32 | 16 | 3 | 13 | 45     | 42     | +3    | 51  |                             |              |
| 10  | Bug Wyszków                   | 32 | 14 | 6 | 12 | 48     | 51     | −3    | 48  |                             |              |
| 11  | Bzura Chodaków                | 32 | 12 | 7 | 13 | 54     | 48     | +6    | 43  |                             |              |
| 12  | Czarni Węgrów                 | 32 | 10 | 5 | 17 | 28     | 57     | −29   | 35  |                             |              |
| 13  | Naprzód Skórzec (S)           | 32 | 10 | 4 | 18 | 41     | 77     | −36   | 34  | Spadek do klasy okręgowej   |              |
| 14  | Mazur Gostynin (S)            | 32 | 9  | 4 | 19 | 41     | 72     | −31   | 31  | Spadek do klasy okręgowej   |              |
| 15  | Korona Szydłowo (S)           | 32 | 6  | 5 | 21 | 36     | 106    | −70   | 23  | Spadek do klasy okręgowej   |              |
| 16  | Wkra Bieżuń (S)               | 32 | 5  | 6 | 21 | 27     | 61     | −34   | 21  | Spadek do klasy okręgowej   |              |
| 17  | Błękitni Gąbin2               | 32 | 2  | 3 | 27 | 13     | 74     | −61   | 9   | Drużyna wycofana            |              |
| -   | Narew Ostrołęka1              | 0  | 0  | 0 | 0  | 0      | 0      | 0     | 0   | Drużyna wycofana            |              |

## Grupa X (opolska)
W grupie występowało 18 zespołów, które walczyły o miejsce premiowane awansem do III grupy III ligi. Ostatnie zespoły spadły do klasy okręgowej.

### Drużyny
| Uczestnicy poprzedniej edycji | Uczestnicy poprzedniej edycji | Uczestnicy poprzedniej edycji | Uczestnicy poprzedniej edycji |
| ----------------------------- | ----------------------------- | ----------------------------- | ----------------------------- |
| GŁU                           | Polonia Głubczyce             | 2                             |                               |
| STB                           | Stal Brzeg                    | 3                             |                               |
| PWI                           | Porawie Większyce             | 4                             |                               |
| KĘD                           | Chemik Kędzierzyn-Koźle       | 5                             |                               |
| ŁUB                           | Śląsk Łubniany                | 6                             |                               |
| OLE                           | OKS Olesno                    | 7                             |                               |
| PAC                           | Sparta Paczków                | 8                             |                               |
| LEW                           | Olimpia Lewin Brzeski         | 9                             |                               |
| NAM                           | Start Namysłów                | 10                            |                               |
| TOR                           | TOR Dobrzeń Wielki            | 11                            |                               |
| PPR                           | Pogoń Prudnik                 | 12                            |                               |
| OTM                           | Czarni Otmuchów               | 13                            |                               |

| Spadek z III ligi 2014/2015 | Spadek z III ligi 2014/2015 | Spadek z III ligi 2014/2015 | Spadek z III ligi 2014/2015 |
| --------------------------- | --------------------------- | --------------------------- | --------------------------- |
| SKG                         | Skalnik Gracze              | 19                          |                             |
| MAŁ                         | Małapanew Ozimek            | 20                          |                             |
| Awans z ligi okręgowej      |                             |                             |                             |
| grupa opolska I             |                             |                             |                             |
| KUP                         | LZS Kup                     | 1                           |                             |
| KSK                         | KS Krasiejów                | 2                           |                             |
| grupa opolska II            |                             |                             |                             |
| STA                         | LZS Starowice               | 1                           |                             |
| GOG                         | MKS Gogolin                 | 2                           |                             |

### Tabela
| Lp. | Drużyna                   | M  | Z  | R  | P  | Bramki | Bramki | Różn. | Pkt | Uwagi                       | Bezpośrednio                |
| --- | ------------------------- | -- | -- | -- | -- | ------ | ------ | ----- | --- | --------------------------- | --------------------------- |
| 1   | Stal Brzeg (M) (A)        | 34 | 27 | 5  | 2  | 91     | 21     | +70   | 86  | Awans do III ligi           |                             |
| 2   | Polonia Głubczyce         | 34 | 22 | 7  | 5  | 72     | 36     | +36   | 73  |                             |                             |
| 3   | Małapanew Ozimek          | 34 | 17 | 8  | 9  | 54     | 37     | +17   | 59  |                             |                             |
| 4   | LZS Starowice             | 34 | 18 | 4  | 12 | 65     | 37     | +28   | 58  | STA – OLE 0:0 OLE – STA 1:1 |                             |
| 5   | OKS Olesno                | 34 | 16 | 10 | 8  | 69     | 44     | +25   | 58  | STA – OLE 0:0 OLE – STA 1:1 |                             |
| 6   | Porawie Większyce         | 34 | 17 | 5  | 12 | 64     | 59     | +5    | 56  |                             |                             |
| 7   | KS Krasiejów              | 34 | 16 | 6  | 12 | 62     | 51     | +11   | 54  |                             |                             |
| 8   | Skalnik Gracze            | 34 | 14 | 10 | 10 | 48     | 47     | +1    | 52  |                             |                             |
| 9   | TOR Dobrzeń Wielki        | 34 | 14 | 5  | 15 | 58     | 66     | −8    | 47  | TOR – PPR 1:1 PPR – TOR 0:2 |                             |
| 10  | Pogoń Prudnik             | 34 | 14 | 5  | 15 | 34     | 35     | −1    | 47  | TOR – PPR 1:1 PPR – TOR 0:2 |                             |
| 11  | Chemik Kędzierzyn-Koźle   | 34 | 13 | 7  | 14 | 51     | 50     | +1    | 46  |                             |                             |
| 12  | MKS Gogolin               | 34 | 11 | 8  | 15 | 46     | 43     | +3    | 41  |                             |                             |
| 13  | LZS Kup                   | 34 | 10 | 9  | 15 | 34     | 52     | −18   | 39  |                             |                             |
| 14  | Start Namysłów            | 34 | 10 | 7  | 17 | 39     | 50     | −11   | 37  |                             |                             |
| 15  | Sparta Paczków (S)        | 34 | 10 | 5  | 19 | 39     | 59     | −20   | 35  | Spadek do klasy okręgowej   | PAC – ŁUB 4:1 ŁUB – PAC 2:0 |
| 16  | Śląsk Łubniany (S)        | 34 | 10 | 5  | 19 | 35     | 58     | −23   | 35  | Spadek do klasy okręgowej   | PAC – ŁUB 4:1 ŁUB – PAC 2:0 |
| 17  | Olimpia Lewin Brzeski (S) | 34 | 6  | 7  | 21 | 24     | 60     | −36   | 25  | Spadek do klasy okręgowej   |                             |
| 18  | Czarni Otmuchów (S)       | 34 | 2  | 5  | 27 | 28     | 108    | −80   | 11  | Spadek do klasy okręgowej   |                             |

## Grupa XI (podkarpacka)
W grupie występowało 16 zespołów, które walczyły o miejsce premiowane awansem do IV grupy III ligi. Ostatnie zespoły spadły do klasy okręgowej.

### Drużyny
| Uczestnicy poprzedniej edycji | Uczestnicy poprzedniej edycji | Uczestnicy poprzedniej edycji | Uczestnicy poprzedniej edycji |
| ----------------------------- | ----------------------------- | ----------------------------- | ----------------------------- |
| NOW                           | Cosmos Nowotaniec             | 3                             |                               |
| WWI                           | Wisłok Wiśniowa               | 4                             |                               |
| PIL                           | Rzemieślnik Pilzno            | 5                             |                               |
| SKO                           | LKS Skołoszów                 | 6                             |                               |
| CKR                           | Crasnovia Krasne              | 7                             |                               |
| NIS                           | Sokół Nisko                   | 9                             |                               |
| JAS                           | Bukowa Jastkowice             | 10                            |                               |
| KOL                           | Kolbuszowianka Kolbuszowa     | 11                            |                               |
| BES                           | Przełom Besko                 | 12                            |                               |
| NDĘ                           | Stal Nowa Dęba                | 131                           |                               |

| Spadek z III ligi 2014/2015 | Spadek z III ligi 2014/2015 | Spadek z III ligi 2014/2015 | Spadek z III ligi 2014/2015 |
| --------------------------- | --------------------------- | --------------------------- | --------------------------- |
| grupa lubelsko-podkarpacka  |                             |                             |                             |
| DĘB                         | Wisłoka Dębica              | 18                          |                             |
| Awans z ligi okręgowej      |                             |                             |                             |
| Dębica                      |                             |                             |                             |
| ROP                         | Błękitni Ropczyce           | 1                           |                             |
| grupa Krosno                |                             |                             |                             |
| PIS                         | LKS Pisarowce               | 1                           |                             |
| grupa Rzeszów               |                             |                             |                             |
| JNI                         | Jedność Niechobrz           | 1                           |                             |
| grupa Stalowa Wola          |                             |                             |                             |
| SOK                         | Sokół Sokolniki             | 1                           |                             |
| grupa Jarosław              |                             |                             |                             |
| WIA                         | KS Wiązownica               | 1                           |                             |

Objaśnienia:
1. Stal Nowa Dęba zastąpiła w rozgrywkach Pogoń Leżajsk (została zdegradowana do klasy okręgowej).

### Tabela
| Lp. | Drużyna                       | M  | Z  | R  | P  | Bramki | Bramki | Różn. | Pkt | Uwagi                       | Bezpośrednio              |
| --- | ----------------------------- | -- | -- | -- | -- | ------ | ------ | ----- | --- | --------------------------- | ------------------------- |
| 1   | Cosmos Nowotaniec (M) (A)     | 30 | 22 | 5  | 3  | 59     | 24     | +35   | 71  | Awans do III ligi           |                           |
| 2   | Sokół Nisko                   | 30 | 19 | 8  | 3  | 65     | 30     | +35   | 65  |                             |                           |
| 3   | Crasnovia Krasne1 (S)         | 30 | 16 | 5  | 9  | 57     | 30     | +27   | 53  | Spadek do klasy okręgowej   |                           |
| 4   | LKS Pisarowce                 | 30 | 15 | 7  | 8  | 53     | 42     | +11   | 52  |                             |                           |
| 5   | Wisłok Wiśniowa               | 30 | 14 | 7  | 9  | 52     | 36     | +16   | 49  |                             |                           |
| 6   | Błękitni Ropczyce             | 30 | 13 | 9  | 8  | 47     | 35     | +12   | 48  |                             |                           |
| 7   | Stal Nowa Dęba                | 30 | 12 | 8  | 10 | 38     | 31     | +7    | 44  |                             |                           |
| 8   | Rzemieślnik Pilzno            | 30 | 11 | 10 | 9  | 51     | 37     | +14   | 43  |                             |                           |
| 9   | KS Wiązownica1                | 30 | 11 | 8  | 11 | 36     | 36     | 0     | 41  | WIA – KOL 2:0 KOL – WIA 1:0 |                           |
| 10  | Kolbuszowianka Kolbuszowa (S) | 30 | 13 | 2  | 15 | 36     | 43     | −7    | 41  | WIA – KOL 2:0 KOL – WIA 1:0 | Spadek do klasy okręgowej |
| 11  | Wisłoka Dębica (S)            | 30 | 10 | 7  | 13 | 40     | 49     | −9    | 37  |                             | Spadek do klasy okręgowej |
| 12  | LKS Skołoszów (S)             | 30 | 9  | 4  | 17 | 36     | 51     | −15   | 31  |                             | Spadek do klasy okręgowej |
| 13  | Przełom Besko (S)             | 30 | 8  | 4  | 18 | 42     | 65     | −23   | 28  |                             | Spadek do klasy okręgowej |
| 14  | Bukowa Jastkowice (S)         | 30 | 6  | 8  | 16 | 31     | 55     | −24   | 26  |                             | Spadek do klasy okręgowej |
| 15  | Jedność Niechobrz (S)         | 30 | 6  | 3  | 21 | 27     | 62     | −35   | 21  |                             | Spadek do klasy okręgowej |
| 16  | Sokół Sokolniki (S)           | 30 | 5  | 5  | 20 | 32     | 76     | −44   | 20  |                             | Spadek do klasy okręgowej |

## Grupa XII (podlaska)
W grupie występowało 16 zespołów, które walczyły o miejsce premiowane awansem do I grupy III ligi. Ostatnie zespoły spadły do klasy okręgowej.

### Drużyny
| Uczestnicy poprzedniej edycji | Uczestnicy poprzedniej edycji | Uczestnicy poprzedniej edycji | Uczestnicy poprzedniej edycji |
| ----------------------------- | ----------------------------- | ----------------------------- | ----------------------------- |
| MIC                           | KS Michałowo                  | 21                            |                               |
| RWM                           | Ruch Wysokie Mazowieckie      | 3                             |                               |
| WS2                           | Wigry II Suwałki              | 4                             |                               |
| CRS                           | Cresovia Siemiatycze          | 5                             |                               |
| TBP                           | Tur Bielsk Podlaski           | 6                             |                               |
| TYK                           | Hetman Tykocin                | 7                             |                               |
| SZE                           | Sparta 1951 Szepietowo        | 8                             |                               |
| JUC                           | Magnat Juchnowiec Kościelny   | 9                             |                               |
| MIE                           | MKS Mielnik                   | 10                            |                               |
| ŚNI                           | KS Śniadowo                   | 11                            |                               |
| ŁAP                           | Pogoń Łapy                    | 12                            |                               |

| Spadek z III ligi 2014/2015       | Spadek z III ligi 2014/2015 | Spadek z III ligi 2014/2015 | Spadek z III ligi 2014/2015 |
| --------------------------------- | --------------------------- | --------------------------- | --------------------------- |
| grupa podlasko-warmińsko-mazurska |                             |                             |                             |
| DĄB                               | Dąb Dąbrowa Białostocka     | 161                         |                             |
| HAJ                               | Puszcza Hajnówka            | 18                          |                             |
| Awans z ligi okręgowej            |                             |                             |                             |
| grupa podlaska I                  |                             |                             |                             |
| ZAB                               | Rudnia Zabłudów             | 1                           |                             |
| NAR                               | LZS Narewka                 | 2                           |                             |
| grupa podlaska II                 |                             |                             |                             |
| KOL                               | Orzeł Kolno                 | 1                           |                             |
| PIB                               | Piast Białystok             | 2                           |                             |
| GON                               | Biebrza Goniądz             | 3                           |                             |

Objaśnienia:
1. KS Michałowo zrezygnował z awansu do III ligi, w związku z czym możliwość utrzymania w III lidze uzyskała Dąb Dąbrowa Białostocka. Drużyna ta zrezygnowała jednak z gry w III lidze w następnym sezonie i przystąpiła do rozgrywek IV ligi[23][24].

### Tabela
| Lp. | Drużyna                          | M  | Z  | R | P  | Bramki | Bramki | Różn. | Pkt | Uwagi                       | Bezpośrednio |
| --- | -------------------------------- | -- | -- | - | -- | ------ | ------ | ----- | --- | --------------------------- | ------------ |
| 1   | Ruch Wysokie Mazowieckie (M) (A) | 34 | 27 | 3 | 4  | 117    | 33     | +84   | 84  | Awans do III ligi           |              |
| 2   | Tur Bielsk Podlaski              | 34 | 26 | 4 | 4  | 87     | 30     | +57   | 82  |                             |              |
| 3   | KS Michałowo                     | 34 | 21 | 4 | 9  | 53     | 34     | +19   | 67  |                             |              |
| 4   | Dąb Dąbrowa Białostocka          | 34 | 20 | 3 | 11 | 66     | 47     | +19   | 63  |                             |              |
| 5   | Hetman Tykocin                   | 34 | 16 | 6 | 12 | 56     | 63     | −7    | 54  |                             |              |
| 6   | Biebrza Goniądz                  | 34 | 14 | 6 | 14 | 61     | 64     | −3    | 48  |                             |              |
| 7   | Sparta 1951 Szepietowo           | 34 | 13 | 8 | 13 | 51     | 37     | +14   | 47  | SZE – KOL 1:1 KOL – SZE 0:3 |              |
| 8   | Orzeł Kolno                      | 34 | 13 | 8 | 13 | 48     | 52     | −4    | 47  | SZE – KOL 1:1 KOL – SZE 0:3 |              |
| 9   | Cresovia Siemiatycze             | 34 | 13 | 6 | 15 | 39     | 45     | −6    | 45  | CRS – JUC 1:1 JUC – CRS 0:1 |              |
| 10  | Magnat Juchnowiec Kościelny      | 34 | 13 | 6 | 15 | 51     | 54     | −3    | 45  | CRS – JUC 1:1 JUC – CRS 0:1 |              |
| 11  | Pogoń Łapy                       | 34 | 12 | 8 | 14 | 62     | 56     | +6    | 44  | ŁAP – HAJ 2:0 HAJ – ŁAP 1:3 |              |
| 12  | Puszcza Hajnówka                 | 34 | 13 | 5 | 16 | 51     | 62     | −11   | 44  | ŁAP – HAJ 2:0 HAJ – ŁAP 1:3 |              |
| 13  | Rudnia Zabłudów                  | 34 | 12 | 7 | 15 | 55     | 68     | −13   | 43  |                             |              |
| 14  | KS Śniadowo                      | 34 | 12 | 6 | 16 | 49     | 59     | −10   | 42  |                             |              |
| 15  | LZS Narewka                      | 34 | 11 | 6 | 17 | 36     | 60     | −24   | 39  |                             |              |
| 16  | Wigry II Suwałki                 | 34 | 11 | 3 | 20 | 67     | 73     | −6    | 36  |                             |              |
| 17  | MKS Mielnik (S)                  | 34 | 8  | 4 | 22 | 51     | 85     | −34   | 28  | Spadek do klasy okręgowej   |              |
| 18  | Piast Białystok (S)              | 34 | 3  | 3 | 28 | 36     | 114    | −78   | 12  | Spadek do klasy okręgowej   |              |

## Grupa XIII (pomorska)
W grupie występowało 18 zespołów, które walczyły o miejsce premiowane awansem do II grupy III ligi. Ostatnie zespoły spadły do klasy okręgowej.

### Drużyny
| Uczestnicy poprzedniej edycji | Uczestnicy poprzedniej edycji | Uczestnicy poprzedniej edycji | Uczestnicy poprzedniej edycji |
| ----------------------------- | ----------------------------- | ----------------------------- | ----------------------------- |
| KPS                           | KP Starogard Gdański          | 3                             |                               |
| AGA                           | Anioły Garczegorze            | 4                             |                               |
| JAG                           | Jaguar Gdańsk                 | 5                             |                               |
| UST                           | Jantar Ustka                  | 6                             |                               |
| LĘB                           | Pogoń Lębork                  | 7                             |                               |
| CPE                           | Centrum Pelplin               | 8                             |                               |
| DZI                           | Powiśle Dzierzgoń             | 9                             |                               |
| BY2                           | Bytovia II Bytów              | 10                            |                               |
| GKO                           | GKS Kolbudy                   | 11                            |                               |
| MWŁ                           | MKS Władysławowo              | 12                            |                               |
| GLU                           | GOSRiT Luzino                 | 13                            |                               |
| MIA                           | Start Miastko                 | 14                            |                               |

| Awans z ligi okręgowej 2014/2015 | Awans z ligi okręgowej 2014/2015 | Awans z ligi okręgowej 2014/2015 | Awans z ligi okręgowej 2014/2015 |
| -------------------------------- | -------------------------------- | -------------------------------- | -------------------------------- |
| grupa Gdańsk I                   |                                  |                                  |                                  |
| GNI                              | Stolem Gniewino                  | 1                                |                                  |
| GGD                              | Gedania Gdańsk                   | 2                                |                                  |
| grupa Gdańsk II                  |                                  |                                  |                                  |
| ROD                              | Rodło Kwidzyn                    | 1                                |                                  |
| GRT                              | Gryf 2009 Tczew                  | 2                                |                                  |
| grupa Słupsk                     |                                  |                                  |                                  |
| BRP                              | Brda Przechlewo                  | 1                                |                                  |
| ZBO                              | Zawisza Borzytuchom              | 21                               |                                  |

Objaśnienia:
1. Zawisza Borzytuchom wycofała się po rundzie jesiennej.

### Tabela
| Lp. | Drużyna              | M  | Z  | R  | P  | Bramki | Bramki | Różn. | Pkt | Uwagi                       | Bezpośrednio |
| --- | -------------------- | -- | -- | -- | -- | ------ | ------ | ----- | --- | --------------------------- | ------------ |
| 1   | Pogoń Lębork (M) (A) | 34 | 24 | 6  | 4  | 75     | 26     | +49   | 78  | Awans do III ligi           |              |
| 2   | Rodło Kwidzyn        | 34 | 23 | 8  | 3  | 82     | 18     | +64   | 77  |                             |              |
| 3   | KP Starogard Gdański | 34 | 20 | 6  | 8  | 92     | 35     | +57   | 66  |                             |              |
| 4   | GKS Kolbudy          | 34 | 19 | 4  | 11 | 71     | 35     | +36   | 61  |                             |              |
| 5   | Bytovia II Bytów     | 34 | 19 | 3  | 12 | 73     | 49     | +24   | 60  |                             |              |
| 6   | Powiśle Dzierzgoń    | 34 | 17 | 7  | 10 | 53     | 44     | +9    | 58  |                             |              |
| 7   | Gedania Gdańsk       | 34 | 17 | 6  | 11 | 68     | 43     | +25   | 57  |                             |              |
| 8   | Anioły Garczegorze   | 34 | 15 | 6  | 13 | 54     | 42     | +12   | 51  | AGA – GNI 5:1 GNI – AGA 1:0 |              |
| 9   | Stolem Gniewino      | 34 | 14 | 9  | 11 | 55     | 41     | +14   | 51  | AGA – GNI 5:1 GNI – AGA 1:0 |              |
| 10  | Jaguar Gdańsk        | 34 | 12 | 11 | 11 | 49     | 48     | +1    | 47  | JAG – CPE 1:0 CPE – JAG 2:2 |              |
| 11  | Centrum Pelplin2     | 34 | 14 | 5  | 15 | 48     | 51     | −3    | 47  | JAG – CPE 1:0 CPE – JAG 2:2 |              |
| 12  | GOSRiT Luzino (S)    | 34 | 12 | 8  | 14 | 52     | 43     | +9    | 44  | Spadek do klasy okręgowej   |              |
| 13  | Brda Przechlewo (S)  | 34 | 12 | 7  | 15 | 51     | 74     | −23   | 43  | Spadek do klasy okręgowej   |              |
| 14  | MKS Władysławowo (S) | 34 | 12 | 2  | 20 | 54     | 81     | −27   | 38  | Spadek do klasy okręgowej   |              |
| 15  | Start Miastko (S)    | 34 | 8  | 10 | 16 | 42     | 63     | −21   | 34  | Spadek do klasy okręgowej   |              |
| 16  | Jantar Ustka (S)     | 34 | 8  | 5  | 21 | 50     | 107    | −57   | 29  | Spadek do klasy okręgowej   |              |
| 17  | Gryf 2009 Tczew (S)  | 34 | 6  | 2  | 26 | 37     | 106    | −69   | 20  | Spadek do klasy okręgowej   |              |
| 18  | Zawisza Borzytuchom1 | 34 | 1  | 1  | 32 | 21     | 121    | −100  | 4   | Drużyna wycofana            |              |

## Grupa XIV (śląska I)
W grupie występowało 16 zespołów, które walczyły o miejsce premiowane udziałem w barażach o grę w III grupie III ligi. Ostatnie zespoły spadły do klasy okręgowej.

### Drużyny
| Uczestnicy poprzedniej edycji | Uczestnicy poprzedniej edycji | Uczestnicy poprzedniej edycji | Uczestnicy poprzedniej edycji |
| ----------------------------- | ----------------------------- | ----------------------------- | ----------------------------- |
| RRA                           | Ruch Radzionków               | 1                             |                               |
| ŻAR                           | Zieloni Żarki                 | 2                             |                               |
| SRM                           | Sarmacja Będzin               | 3                             |                               |
| RA2                           | Raków II Częstochowa          | 4                             |                               |
| CIO                           | Przyszłość Ciochowice         | 5                             |                               |
| UZĄ                           | Unia Ząbkowice                | 62                            |                               |
| GTA                           | Gwarek Tarnowskie Góry        | 7                             |                               |
| POR                           | Polonia Poraj                 | 8                             |                               |
| GPI                           | Górnik Piaski                 | 9                             |                               |
| RGR                           | RKS Grodziec                  | 10                            |                               |
| SRŚ                           | Slavia Ruda Śląska            | 11                            |                               |
| CON                           | Concordia Knurów              | 12                            |                               |
| KA2                           | GKS II Katowice               | 121                           |                               |

| Spadek z III ligi 2014/2015 | Spadek z III ligi 2014/2015 | Spadek z III ligi 2014/2015 | Spadek z III ligi 2014/2015 |
| --------------------------- | --------------------------- | --------------------------- | --------------------------- |
| grupa opolsko-śląska        |                             |                             |                             |
| WES                         | Górnik Wesoła               | 18                          |                             |
| Awans z ligi okręgowej      |                             |                             |                             |
| grupa Katowice IV           |                             |                             |                             |
| SIE                         | Przemsza Siewierz           | 1                           |                             |
| grupa Częstochowa I         |                             |                             |                             |
| MYS                         | MKS Myszków                 | 1                           |                             |

Objaśnienia:
1. GKS II Katowice w sezonie 2014/2015 grał w IV lidze, grupie śląskiej II.
2. Unia Ząbkowice wycofała się po rundzie jesiennej.

### Tabela
| Lp. | Drużyna                        | M  | Z  | R | P  | Bramki | Bramki | Różn. | Pkt | Uwagi                       | Bezpośrednio |
| --- | ------------------------------ | -- | -- | - | -- | ------ | ------ | ----- | --- | --------------------------- | ------------ |
| 1   | Gwarek Tarnowskie Góry (M) (B) | 30 | 21 | 8 | 1  | 71     | 17     | +54   | 71  | Baraże o III ligę           |              |
| 2   | Ruch Radzionków                | 30 | 20 | 2 | 8  | 84     | 31     | +53   | 62  |                             |              |
| 3   | Sarmacja Będzin                | 30 | 18 | 6 | 6  | 72     | 37     | +35   | 60  |                             |              |
| 4   | RKS Grodziec                   | 30 | 17 | 6 | 7  | 62     | 35     | +27   | 57  |                             |              |
| 5   | MKS Myszków                    | 30 | 17 | 5 | 8  | 53     | 41     | +12   | 56  |                             |              |
| 6   | Polonia Poraj                  | 30 | 14 | 8 | 8  | 59     | 39     | +20   | 50  |                             |              |
| 7   | GKS II Katowice                | 30 | 14 | 4 | 12 | 62     | 36     | +26   | 46  | KA2 – SIE 5:2 SIE – KA2 1:0 |              |
| 8   | Przemsza Siewierz              | 30 | 14 | 4 | 12 | 57     | 47     | +10   | 46  | KA2 – SIE 5:2 SIE – KA2 1:0 |              |
| 9   | Slavia Ruda Śląska             | 30 | 13 | 6 | 11 | 66     | 55     | +11   | 45  |                             |              |
| 10  | Concordia Knurów               | 30 | 13 | 4 | 13 | 58     | 51     | +7    | 43  |                             |              |
| 11  | Raków II Częstochowa           | 30 | 11 | 6 | 13 | 61     | 57     | +4    | 39  |                             |              |
| 12  | Górnik Piaski                  | 30 | 11 | 4 | 15 | 50     | 54     | −4    | 37  |                             |              |
| 13  | Górnik Wesoła                  | 30 | 7  | 5 | 18 | 30     | 83     | −53   | 26  |                             |              |
| 14  | Zieloni Żarki                  | 30 | 5  | 4 | 21 | 31     | 66     | −35   | 19  |                             |              |
| 15  | Przyszłość Ciochowice (S)      | 30 | 2  | 0 | 28 | 11     | 138    | −127  | 6   | Spadek do klasy okręgowej   |              |
| 16  | Unia Ząbkowice1 (S)            | 30 | 5  | 4 | 21 | 29     | 69     | −40   | 19  | Spadek do klasy A           |              |

## Grupa XV (śląska II)
W grupie występowało 16 zespołów, które walczyły o miejsce premiowane udziałem w barażach o grę w III grupie III ligi. Ostatnie zespoły spadły do klasy okręgowej.

### Drużyny
| Uczestnicy poprzedniej edycji | Uczestnicy poprzedniej edycji | Uczestnicy poprzedniej edycji | Uczestnicy poprzedniej edycji |
| ----------------------------- | ----------------------------- | ----------------------------- | ----------------------------- |
| DRZ                           | Drzewiarz Jasienica           | 2                             |                               |
| ŚWI                           | Forteca Świerklany            | 3                             |                               |
| PRZ                           | Jedność 32 Przyszowice        | 4                             |                               |
| ORN                           | Gwarek Ornontowice            | 5                             |                               |
| SZJ                           | Szczakowianka Jaworzno        | 6                             |                               |
| ISK                           | Iskra Pszczyna                | 7                             |                               |
| UTU                           | Unia Turza Śląska             | 8                             |                               |
| UNR                           | Unia Racibórz                 | 9                             |                               |
| SUS                           | Krupiński Suszec              | 10                            |                               |
| BOJ                           | GTS Bojszowy                  | 11                            |                               |
| RAW                           | GKS Radziechowy-Wieprz        | 13                            |                               |

| Spadek z III ligi 2014/2015 | Spadek z III ligi 2014/2015 | Spadek z III ligi 2014/2015 | Spadek z III ligi 2014/2015 |
| --------------------------- | --------------------------- | --------------------------- | --------------------------- |
| grupa opolsko-śląska        |                             |                             |                             |
| PŁG                         | Polonia Łaziska Górne       | 17                          |                             |
| Awans z ligi okręgowej      |                             |                             |                             |
| grupa Katowice I            |                             |                             |                             |
| TY2                         | GKS II Tychy                | 1                           |                             |
| grupa Katowice II           |                             |                             |                             |
| RO2                         | ROW 1964 II Rybnik          | 1                           |                             |
| grupa Katowice III          |                             |                             |                             |
| RUP                         | Granica Ruptawa             | 1                           |                             |
| grupa Bielsko-Biała         |                             |                             |                             |
| SPL                         | Spójnia Landek              | 1                           |                             |

### Tabela
| Lp. | Drużyna                   | M  | Z  | R  | P  | Bramki | Bramki | Różn. | Pkt | Uwagi                     | Bezpośrednio |
| --- | ------------------------- | -- | -- | -- | -- | ------ | ------ | ----- | --- | ------------------------- | ------------ |
| 1   | Unia Turza Śląska (M) (B) | 30 | 19 | 7  | 4  | 54     | 27     | +27   | 64  | Baraże o III ligę         |              |
| 2   | Polonia Łaziska Górne     | 30 | 17 | 7  | 6  | 65     | 33     | +32   | 58  |                           |              |
| 3   | GKS Radziechowy-Wieprz    | 30 | 16 | 4  | 10 | 43     | 36     | +7    | 52  |                           |              |
| 4   | Drzewiarz Jasienica       | 30 | 14 | 5  | 11 | 53     | 37     | +16   | 47  |                           |              |
| 5   | Spójnia Landek            | 30 | 13 | 7  | 10 | 46     | 36     | +10   | 46  |                           |              |
| 6   | Iskra Pszczyna            | 30 | 13 | 6  | 11 | 43     | 33     | +10   | 45  |                           |              |
| 7   | GKS II Tychy              | 30 | 13 | 4  | 13 | 62     | 39     | +23   | 43  |                           |              |
| 8   | Granica Ruptawa           | 30 | 10 | 10 | 10 | 46     | 45     | +1    | 40  |                           |              |
| 9   | Krupiński Suszec          | 30 | 11 | 6  | 13 | 34     | 37     | −3    | 39  |                           |              |
| 10  | Szczakowianka Jaworzno    | 30 | 9  | 11 | 10 | 43     | 44     | −1    | 38  |                           |              |
| 11  | Unia Racibórz             | 30 | 10 | 7  | 13 | 49     | 49     | 0     | 37  |                           |              |
| 12  | Gwarek Ornontowice        | 30 | 9  | 9  | 12 | 34     | 42     | −8    | 36  |                           |              |
| 13  | Jedność 32 Przyszowice    | 30 | 9  | 8  | 13 | 40     | 56     | −16   | 35  |                           |              |
| 14  | GTS Bojszowy              | 30 | 9  | 7  | 14 | 30     | 53     | −23   | 34  |                           |              |
| 15  | ROW 1964 II Rybnik (S)    | 30 | 7  | 5  | 18 | 34     | 82     | −48   | 26  | Spadek do klasy okręgowej |              |
| 16  | Forteca Świerklany (S)    | 30 | 6  | 7  | 17 | 29     | 56     | −27   | 25  | Spadek do klasy okręgowej |              |

## Grupa XVI (świętokrzyska)
W grupie występowało 16 zespołów, które walczyły o miejsce premiowane awansem do IV grupy III ligi. Ostatnie zespoły spadły do klasy okręgowej.

### Drużyny
| Uczestnicy poprzedniej edycji | Uczestnicy poprzedniej edycji | Uczestnicy poprzedniej edycji | Uczestnicy poprzedniej edycji |
| ----------------------------- | ----------------------------- | ----------------------------- | ----------------------------- |
| RUD                           | GKS Rudki                     | 1                             |                               |
| NKO                           | Neptun Końskie                | 2                             |                               |
| SĘD                           | Unia Sędziszów                | 3                             |                               |
| KAJ                           | Lubrzanka Kajetanów           | 4                             |                               |
| PST                           | Pogoń 1945 Staszów            | 5                             |                               |
| JĘD                           | Naprzód Jędrzejów             | 8                             |                               |
| BUZ                           | Zdrój Busko-Zdrój             | 9                             |                               |
| ŁAG                           | ŁKS Łagów                     | 11                            |                               |
| KLI                           | Klimontowianka Klimontów      | 12                            |                               |
| ALO                           | Alit Ożarów                   | 14                            |                               |
| WŁO                           | Hetman Włoszczowa             | 15                            |                               |
| NID                           | Nida Pińczów                  | 17                            |                               |

| Spadek z III ligi 2014/2015    | Spadek z III ligi 2014/2015 | Spadek z III ligi 2014/2015 | Spadek z III ligi 2014/2015 |
| ------------------------------ | --------------------------- | --------------------------- | --------------------------- |
| grupa małopolsko-świetokrzyska |                             |                             |                             |
| WMA                            | Wierna Małogoszcz           | 17                          |                             |
| PRA                            | Partyzant Radoszyce         | 18                          |                             |
| Awans z klasy okręgowej        |                             |                             |                             |
| grupa świętokrzyska            |                             |                             |                             |
| BIE                            | Nidzianka Bieliny           | 1                           |                             |
| BRO                            | Kamienna Brody              | 2                           |                             |

### Tabela
| Lp. | Drużyna                      | M  | Z  | R | P  | Bramki | Bramki | Różn. | Pkt | Uwagi                                                         | Bezpośrednio                |
| --- | ---------------------------- | -- | -- | - | -- | ------ | ------ | ----- | --- | ------------------------------------------------------------- | --------------------------- |
| 1   | Wierna Małogoszcz (M) (A)    | 30 | 20 | 6 | 4  | 66     | 27     | +39   | 66  | Awans do III ligi                                             |                             |
| 2   | Lubrzanka Kajetanów          | 30 | 15 | 5 | 10 | 53     | 45     | +8    | 50  |                                                               |                             |
| 3   | Zdrój Busko-Zdrój            | 30 | 14 | 4 | 12 | 44     | 36     | +8    | 46  |                                                               |                             |
| 4   | Neptun Końskie               | 30 | 12 | 9 | 9  | 42     | 29     | +13   | 45  |                                                               |                             |
| 5   | ŁKS Łagów                    | 30 | 12 | 8 | 10 | 47     | 42     | +5    | 44  |                                                               |                             |
| 6   | Pogoń 1945 Staszów           | 30 | 12 | 7 | 11 | 51     | 53     | −2    | 43  | PST - SĘD 2:1 SĘD - PST 0:0                                   |                             |
| 7   | Unia Sędziszów               | 30 | 13 | 4 | 13 | 49     | 47     | +2    | 43  | PST - SĘD 2:1 SĘD - PST 0:0                                   |                             |
| 8   | Hetman Włoszczowa            | 30 | 12 | 6 | 12 | 46     | 39     | +7    | 42  |                                                               |                             |
| 9   | Alit Ożarów                  | 30 | 12 | 4 | 14 | 47     | 55     | −8    | 40  |                                                               |                             |
| 10  | Nida Pińczów                 | 30 | 10 | 9 | 11 | 31     | 38     | −7    | 39  |                                                               |                             |
| 11  | Nidzianka Bieliny            | 30 | 11 | 5 | 14 | 63     | 67     | −4    | 38  | BIE: 7 pkt, różn. +1 JĘD: 7 pkt, różn. -1 PRA: 3 pkt, różn. 0 |                             |
| 12  | Naprzód Jędrzejów            | 30 | 11 | 5 | 14 | 33     | 44     | −11   | 38  | BIE: 7 pkt, różn. +1 JĘD: 7 pkt, różn. -1 PRA: 3 pkt, różn. 0 |                             |
| 13  | Partyzant Radoszyce          | 30 | 10 | 8 | 12 | 43     | 44     | −1    | 38  | BIE: 7 pkt, różn. +1 JĘD: 7 pkt, różn. -1 PRA: 3 pkt, różn. 0 |                             |
| 14  | GKS Rudki (S)                | 30 | 10 | 5 | 15 | 33     | 51     | −18   | 35  | Spadek do Klasy Okręgowej                                     | RUD - KLI 2:2 KLI - RUD 1:3 |
| 15  | Klimontowianka Klimontów (S) | 30 | 10 | 5 | 15 | 45     | 59     | −14   | 35  | Spadek do Klasy Okręgowej                                     | RUD - KLI 2:2 KLI - RUD 1:3 |
| 16  | Kamienna Brody (S)           | 30 | 8  | 6 | 16 | 45     | 62     | −17   | 30  | Spadek do Klasy Okręgowej                                     |                             |

## Grupa XVII (warmińsko-mazurska)
W grupie występowało 16 zespołów, które walczyły o miejsce premiowane awansem do I grupy III ligi. Ostatnie zespoły spadły do klasy okręgowej.

### Drużyny
| Uczestnicy poprzedniej edycji | Uczestnicy poprzedniej edycji | Uczestnicy poprzedniej edycji | Uczestnicy poprzedniej edycji |
| ----------------------------- | ----------------------------- | ----------------------------- | ----------------------------- |
| WAR                           | Warmiak Łukta                 | 3                             |                               |
| ORN                           | Błękitni Orneta               | 4                             |                               |
| PAS                           | Polonia Pasłęk                | 5                             |                               |
| ZAT                           | Zatoka Braniewo               | 6                             |                               |
| MRĄ                           | Mrągowia Mrągowo              | 7                             |                               |
| PIS                           | Pisa Barczewo                 | 8                             |                               |
| MOL                           | Motor Lubawa                  | 9                             |                               |
| KOZ                           | Start Kozłowo                 | 101                           |                               |
| MAM                           | Mamry Giżycko                 | 11                            |                               |
| DKS                           | DKS Dobre Miasto              | 12                            |                               |
| OMU                           | Omulew Wielbark               | 13                            |                               |
| ST2                           | Stomil II Olsztyn             | 14                            |                               |

| Awans z ligi okręgowej 2014/2015 | Awans z ligi okręgowej 2014/2015 | Awans z ligi okręgowej 2014/2015 | Awans z ligi okręgowej 2014/2015 |
| -------------------------------- | -------------------------------- | -------------------------------- | -------------------------------- |
| grupa warmińsko-mazurska I       |                                  |                                  |                                  |
| ŚNO                              | Śniardwy Orzysz                  | 1                                |                                  |
| BIS                              | Tęcza Biskupiec                  | 2                                |                                  |
| grupa warmińsko-mazurska II      |                                  |                                  |                                  |
| SUS                              | Unia Susz                        | 1                                |                                  |
| OJK                              | Orzeł Janowiec Kościelny         | 2                                |                                  |

Objaśnienia:
1. Start Kozłowo wycofał się z rozgrywek po rundzie jesiennej.

### Tabela
| Lp. | Drużyna                      | M  | Z  | R  | P  | Bramki | Bramki | Różn. | Pkt | Uwagi                       | Bezpośrednio              |
| --- | ---------------------------- | -- | -- | -- | -- | ------ | ------ | ----- | --- | --------------------------- | ------------------------- |
| 1   | Motor Lubawa (M) (A)         | 30 | 21 | 2  | 7  | 64     | 27     | +37   | 65  | Awans do III ligi           |                           |
| 2   | Stomil II Olsztyn            | 30 | 18 | 6  | 6  | 63     | 27     | +36   | 60  |                             |                           |
| 3   | Unia Susz                    | 30 | 18 | 5  | 7  | 60     | 25     | +35   | 59  |                             |                           |
| 4   | Tęcza Biskupiec              | 30 | 17 | 6  | 7  | 72     | 35     | +37   | 57  |                             |                           |
| 5   | Zatoka Braniewo              | 30 | 16 | 5  | 9  | 53     | 36     | +17   | 53  | ZAT - ORN 1:0 ORN - ZAT 0:3 |                           |
| 6   | Błękitni Orneta              | 30 | 15 | 8  | 7  | 47     | 23     | +24   | 53  | ZAT - ORN 1:0 ORN - ZAT 0:3 |                           |
| 7   | Mamry Giżycko                | 30 | 14 | 7  | 9  | 62     | 44     | +18   | 49  |                             |                           |
| 8   | Mrągowia Mrągowo             | 30 | 11 | 10 | 9  | 40     | 39     | +1    | 43  |                             |                           |
| 9   | Warmiak Łukta                | 30 | 12 | 5  | 13 | 46     | 49     | −3    | 41  | WAR - ŚNO 3:2 ŚNO - WAR 0:2 |                           |
| 10  | Śniardwy Orzysz1 (S)         | 30 | 12 | 5  | 13 | 40     | 43     | −3    | 41  | WAR - ŚNO 3:2 ŚNO - WAR 0:2 | Spadek do klasy okręgowej |
| 11  | Omulew Wielbark1             | 30 | 11 | 3  | 16 | 36     | 52     | −16   | 36  |                             |                           |
| 12  | Polonia Pasłęk (S)           | 30 | 8  | 10 | 12 | 27     | 38     | −11   | 34  | Spadek do klasy okręgowej   |                           |
| 13  | Orzeł Janowiec Kościelny (S) | 30 | 7  | 7  | 16 | 35     | 58     | −23   | 28  | Spadek do klasy okręgowej   |                           |
| 14  | Pisa Barczewo (S)            | 30 | 7  | 6  | 17 | 34     | 61     | −27   | 27  | Spadek do klasy okręgowej   |                           |
| 15  | DKS Dobre Miasto (S)         | 30 | 2  | 2  | 26 | 14     | 91     | −77   | 8   | Spadek do klasy okręgowej   |                           |
| 16  | Start Kozłowo2 (S)           | 30 | 6  | 3  | 21 | 20     | 65     | −45   | 21  | Spadek do klasy A           |                           |

## Grupa XVIII (wielkopolska południowa)
W grupie występowało 16 zespołów, które walczyły o miejsce premiowane udziałem w barażach o grę w II grupie III ligi. Ostatnie zespoły spadły do klasy okręgowej.

### Drużyny
| Uczestnicy poprzedniej edycji | Uczestnicy poprzedniej edycji   | Uczestnicy poprzedniej edycji | Uczestnicy poprzedniej edycji |
| ----------------------------- | ------------------------------- | ----------------------------- | ----------------------------- |
| ŚLE                           | LKS Ślesin                      | 2                             |                               |
| PLE                           | Polonia 1912 Leszno             | 3                             |                               |
| PĘP                           | Dąbroczanka Pępowo              | 4                             |                               |
| KOŚ                           | Obra Kościan                    | 5                             |                               |
| RAC                           | PKS Racot                       | 6                             |                               |
| GKN                           | Górnik Konin                    | 7                             |                               |
| SŁU                           | SKP Słupca                      | 8                             |                               |
| VOS                           | Victoria Ostrzeszów             | 9                             |                               |
| OKŁ                           | Olimpia Koło                    | 10                            |                               |
| KOŹ                           | Biały Orzeł Koźmin Wielkopolski | 11                            |                               |
| WOL                           | Grom Wolsztyn                   | 121                           |                               |
| MRO                           | Orzeł Mroczeń                   | 13                            |                               |
| KOB                           | Piast Kobylin                   | 14                            |                               |

| Spadek z III ligi 2014/2015          | Spadek z III ligi 2014/2015 | Spadek z III ligi 2014/2015 | Spadek z III ligi 2014/2015 |
| ------------------------------------ | --------------------------- | --------------------------- | --------------------------- |
| grupa kujawsko-pomorsko-wielkopolska |                             |                             |                             |
| WRZ                                  | Victoria Września           | 13                          |                             |
| Awans z ligi okręgowej               |                             |                             |                             |
| grupa Kalisz                         |                             |                             |                             |
| KEP                                  | Polonia Kępno               | 1                           |                             |
| grupa Leszno                         |                             |                             |                             |
| RAW                                  | Rawia Rawicz                | 1                           |                             |

Objaśnienia:
1. Grom Wolsztyn wycofał się po rundzie jesiennej.

### Tabela
| Lp. | Drużyna                         | M  | Z  | R | P  | Bramki | Bramki | Różn. | Pkt | Uwagi                     | Bezpośrednio |
| --- | ------------------------------- | -- | -- | - | -- | ------ | ------ | ----- | --- | ------------------------- | ------------ |
| 1   | Górnik Konin (M) (B)            | 30 | 24 | 2 | 4  | 82     | 24     | +58   | 74  | Baraże o III ligę         |              |
| 2   | Obra Kościan                    | 30 | 22 | 4 | 4  | 67     | 26     | +41   | 70  |                           |              |
| 3   | Victoria Września               | 30 | 22 | 2 | 6  | 89     | 39     | +50   | 68  |                           |              |
| 4   | LKS Ślesin                      | 30 | 15 | 9 | 6  | 53     | 34     | +19   | 54  |                           |              |
| 5   | Polonia 1912 Leszno             | 30 | 15 | 7 | 8  | 68     | 45     | +23   | 52  |                           |              |
| 6   | Biały Orzeł Koźmin Wielkopolski | 30 | 15 | 4 | 11 | 57     | 47     | +10   | 49  |                           |              |
| 7   | SKP Słupca                      | 30 | 12 | 8 | 10 | 46     | 33     | +13   | 44  |                           |              |
| 8   | Victoria Ostrzeszów             | 30 | 12 | 4 | 14 | 63     | 62     | +1    | 40  |                           |              |
| 9   | Dąbroczanka Pępowo              | 30 | 12 | 3 | 15 | 51     | 59     | −8    | 39  |                           |              |
| 10  | Polonia Kępno                   | 30 | 10 | 8 | 12 | 45     | 49     | −4    | 38  |                           |              |
| 11  | Rawia Rawicz                    | 30 | 11 | 4 | 15 | 46     | 59     | −13   | 37  |                           |              |
| 12  | PKS Racot                       | 30 | 10 | 6 | 14 | 44     | 63     | −19   | 36  |                           |              |
| 13  | Olimpia Koło (S)                | 30 | 8  | 5 | 17 | 31     | 67     | −36   | 29  | Spadek do klasy okręgowej |              |
| 14  | Piast Kobylin (S)               | 30 | 7  | 2 | 21 | 38     | 64     | −26   | 23  | Spadek do klasy okręgowej |              |
| 15  | Orzeł Mroczeń (S)               | 30 | 3  | 4 | 23 | 30     | 86     | −56   | 13  | Spadek do klasy okręgowej |              |
| 16  | Grom Wolsztyn1                  | 30 | 4  | 4 | 22 | 28     | 81     | −53   | 16  | Drużyna wycofana          |              |

## Grupa XIX (wielkopolska północna)
W grupie występowało 16 zespołów, które walczyły o miejsce premiowane udziałem w barażach o grę w II grupie III ligi. Ostatnie zespoły spadły do klasy okręgowej

### Drużyny
| Uczestnicy poprzedniej edycji | Uczestnicy poprzedniej edycji | Uczestnicy poprzedniej edycji | Uczestnicy poprzedniej edycji |
| ----------------------------- | ----------------------------- | ----------------------------- | ----------------------------- |
| LTR                           | Lubuszanin Trzcianka          | 4                             |                               |
| TRZ                           | Zjednoczeni Trzemeszno        | 6                             |                               |
| DOP                           | GKS Dopiewo                   | 16                            |                               |
| SZY                           | Iskra Szydłowo                | 8                             |                               |
| GRP                           | Grom Plewiska                 | 14                            |                               |
| WSK                           | Wełna Skoki                   | 1                             |                               |
| MIĘ                           | Warta Międzychód              | 3                             |                               |
| LKO                           | 1922 Lechia Kostrzyn          | 7                             |                               |
| SPO                           | Sparta Oborniki               | 2                             |                               |
| MGN                           | Mieszko Gniezno               | 11                            |                               |
| HPO                           | Huragan Pobiedziska           | 12                            |                               |
| PRZ                           | Płomień Przyprostynia         | 13                            |                               |

| Spadek z III ligi 2014/2015          | Spadek z III ligi 2014/2015 | Spadek z III ligi 2014/2015 | Spadek z III ligi 2014/2015 |
| ------------------------------------ | --------------------------- | --------------------------- | --------------------------- |
| grupa kujawsko-pomorsko-wielkopolska |                             |                             |                             |
| TPO                                  | Tarnovia Tarnowo Podgórne   | 14                          |                             |
| Awans z ligi okręgowej               |                             |                             |                             |
| grupa Piła (północ)                  |                             |                             |                             |
| WYS                                  | GLKS Wysoka                 | 1                           |                             |
| grupa Poznań (zachód)                |                             |                             |                             |
| MLW                                  | Mawit Lwówek                | 1                           |                             |
| grupa Poznań (wschód)                |                             |                             |                             |
| KOR                                  | Kotwica Kórnik              | 1                           |                             |

### Tabela
| Lp. | Drużyna                    | M  | Z  | R  | P  | Bramki | Bramki | Różn. | Pkt | Uwagi                       | Bezpośrednio |
| --- | -------------------------- | -- | -- | -- | -- | ------ | ------ | ----- | --- | --------------------------- | ------------ |
| 1   | Warta Międzychód (M) (B)   | 30 | 24 | 2  | 4  | 83     | 28     | +55   | 74  | Baraże o III ligę           |              |
| 2   | Iskra Szydłowo             | 30 | 23 | 2  | 5  | 80     | 28     | +52   | 71  |                             |              |
| 3   | Lubuszanin Trzcianka       | 30 | 17 | 8  | 5  | 67     | 34     | +33   | 59  |                             |              |
| 4   | GKS Dopiewo                | 30 | 17 | 2  | 11 | 61     | 42     | +19   | 53  |                             |              |
| 5   | Grom Plewiska              | 30 | 16 | 4  | 10 | 77     | 45     | +32   | 52  |                             |              |
| 6   | Sparta Oborniki            | 30 | 15 | 5  | 10 | 39     | 31     | +8    | 50  |                             |              |
| 7   | Tarnovia Tarnowo Podgórne  | 30 | 16 | 1  | 13 | 68     | 48     | +20   | 49  |                             |              |
| 8   | Kotwica Kórnik             | 30 | 12 | 5  | 13 | 49     | 48     | +1    | 41  |                             |              |
| 9   | 1922 Lechia Kostrzyn       | 30 | 11 | 7  | 12 | 51     | 66     | −15   | 40  | LKO - WYS 3:1 WYS - LKO 5:4 |              |
| 10  | GLKS Wysoka                | 30 | 12 | 4  | 14 | 51     | 61     | −10   | 40  | LKO - WYS 3:1 WYS - LKO 5:4 |              |
| 11  | Huragan Pobiedziska        | 30 | 12 | 3  | 15 | 44     | 60     | −16   | 39  |                             |              |
| 12  | Zjednoczeni Trzemeszno (S) | 30 | 10 | 6  | 14 | 44     | 66     | −22   | 36  | Spadek do klasy okręgowej   |              |
| 13  | Mieszko Gniezno (S)        | 30 | 8  | 10 | 12 | 38     | 48     | −10   | 34  | Spadek do klasy okręgowej   |              |
| 14  | Wełna Skoki (S)            | 30 | 5  | 7  | 18 | 36     | 61     | −25   | 22  | Spadek do klasy okręgowej   |              |
| 15  | Płomień Przyprostynia (S)  | 30 | 5  | 3  | 22 | 33     | 74     | −41   | 18  | Spadek do klasy okręgowej   |              |
| 16  | Mawit Lwówek (S)           | 30 | 1  | 3  | 26 | 13     | 94     | −81   | 6   | Spadek do klasy okręgowej   |              |

## Grupa XX (zachodniopomorska)
W grupie występowało 16 zespołów, które walczyły o miejsce premiowane awansem do II grupy III ligi. Ostatnie zespoły spadły do klasy okręgowej.

### Drużyny
| Uczestnicy poprzedniej edycji | Uczestnicy poprzedniej edycji  | Uczestnicy poprzedniej edycji | Uczestnicy poprzedniej edycji |
| ----------------------------- | ------------------------------ | ----------------------------- | ----------------------------- |
| DĄB                           | Dąb Dębno                      | 1                             |                               |
| CHO                           | Odra Chojna                    | 2                             |                               |
| DSZ                           | Darzbór Szczecinek             | 3                             |                               |
| OMY                           | Osadnik Myślibórz              | 4                             |                               |
| HSZ                           | Hutnik Szczecin                | 5                             |                               |
| GRY                           | Gryf Kamień Pomorski           | 6                             |                               |
| KLU                           | Kluczevia Stargard Szczeciński | 7                             |                               |
| GOL                           | Ina Goleniów                   | 8                             |                               |
| BIA                           | Iskra Białogard                | 9                             |                               |

| Spadek z III ligi 2014/2015      | Spadek z III ligi 2014/2015 | Spadek z III ligi 2014/2015 | Spadek z III ligi 2014/2015 |
| -------------------------------- | --------------------------- | --------------------------- | --------------------------- |
| grupa pomorsko-zachodniopomorska |                             |                             |                             |
| DYG                              | Rasel Dygowo                | 14                          |                             |
| LEM                              | Leśnik Manowo               | 15                          |                             |
| AST                              | Astra Ustronie Morskie      | 16                          |                             |
| Awans z ligi okręgowej           |                             |                             |                             |
| grupa Koszalin                   |                             |                             |                             |
| WIE                              | Wiekowianka Wiekowo         | 1                           |                             |
| GOS                              | Olimp Gościno               | 2                           |                             |
| grupa Szczecin                   |                             |                             |                             |
| PCW                              | Piast Chociwel              | 1                           |                             |
| JZA                              | Jeziorak Załom              | 2                           |                             |

### Tabela
| Lp. | Drużyna                        | M  | Z  | R  | P  | Bramki | Bramki | Różn. | Pkt | Uwagi                       | Bezpośrednio |
| --- | ------------------------------ | -- | -- | -- | -- | ------ | ------ | ----- | --- | --------------------------- | ------------ |
| 1   | Leśnik Manowo (M) (A)          | 30 | 18 | 8  | 4  | 58     | 19     | +39   | 62  | Awans do III ligi           |              |
| 2   | Kluczevia Stargard Szczeciński | 30 | 19 | 1  | 10 | 52     | 36     | +16   | 58  |                             |              |
| 3   | Ina Goleniów                   | 30 | 16 | 5  | 9  | 68     | 49     | +19   | 53  |                             |              |
| 4   | Hutnik Szczecin                | 30 | 16 | 4  | 10 | 58     | 42     | +16   | 52  |                             |              |
| 5   | Darzbór Szczecinek             | 30 | 15 | 6  | 9  | 48     | 31     | +17   | 51  |                             |              |
| 6   | Astra Ustronie Morskie         | 30 | 13 | 10 | 7  | 43     | 32     | +11   | 49  |                             |              |
| 7   | Jeziorak Załom                 | 30 | 15 | 3  | 12 | 56     | 46     | +10   | 48  |                             |              |
| 8   | Rasel Dygowo                   | 30 | 12 | 8  | 10 | 34     | 42     | −8    | 44  |                             |              |
| 9   | Olimp Gościno                  | 30 | 13 | 4  | 13 | 52     | 51     | +1    | 43  |                             |              |
| 10  | Gryf Kamień Pomorski           | 30 | 11 | 8  | 11 | 40     | 42     | −2    | 41  |                             |              |
| 11  | Piast Chociwel                 | 30 | 11 | 6  | 13 | 57     | 54     | +3    | 39  |                             |              |
| 12  | Dąb Dębno                      | 30 | 9  | 5  | 16 | 46     | 66     | −20   | 32  | DĄB - OMY 2:0 OMY - DĄB 1:1 |              |
| 13  | Osadnik Myślibórz              | 30 | 8  | 8  | 14 | 44     | 49     | −5    | 32  | DĄB - OMY 2:0 OMY - DĄB 1:1 |              |
| 14  | Iskra Białogard (S)            | 30 | 7  | 7  | 16 | 43     | 57     | −14   | 28  | Spadek do ligi okręgowej    |              |
| 15  | Odra Chojna (S)                | 30 | 6  | 5  | 19 | 32     | 63     | −31   | 23  | Spadek do ligi okręgowej    |              |
| 16  | Wiekowianka Wiekowo (S)        | 30 | 5  | 4  | 21 | 38     | 90     | −52   | 19  | Spadek do ligi okręgowej    |              |